# Teatro d'opera

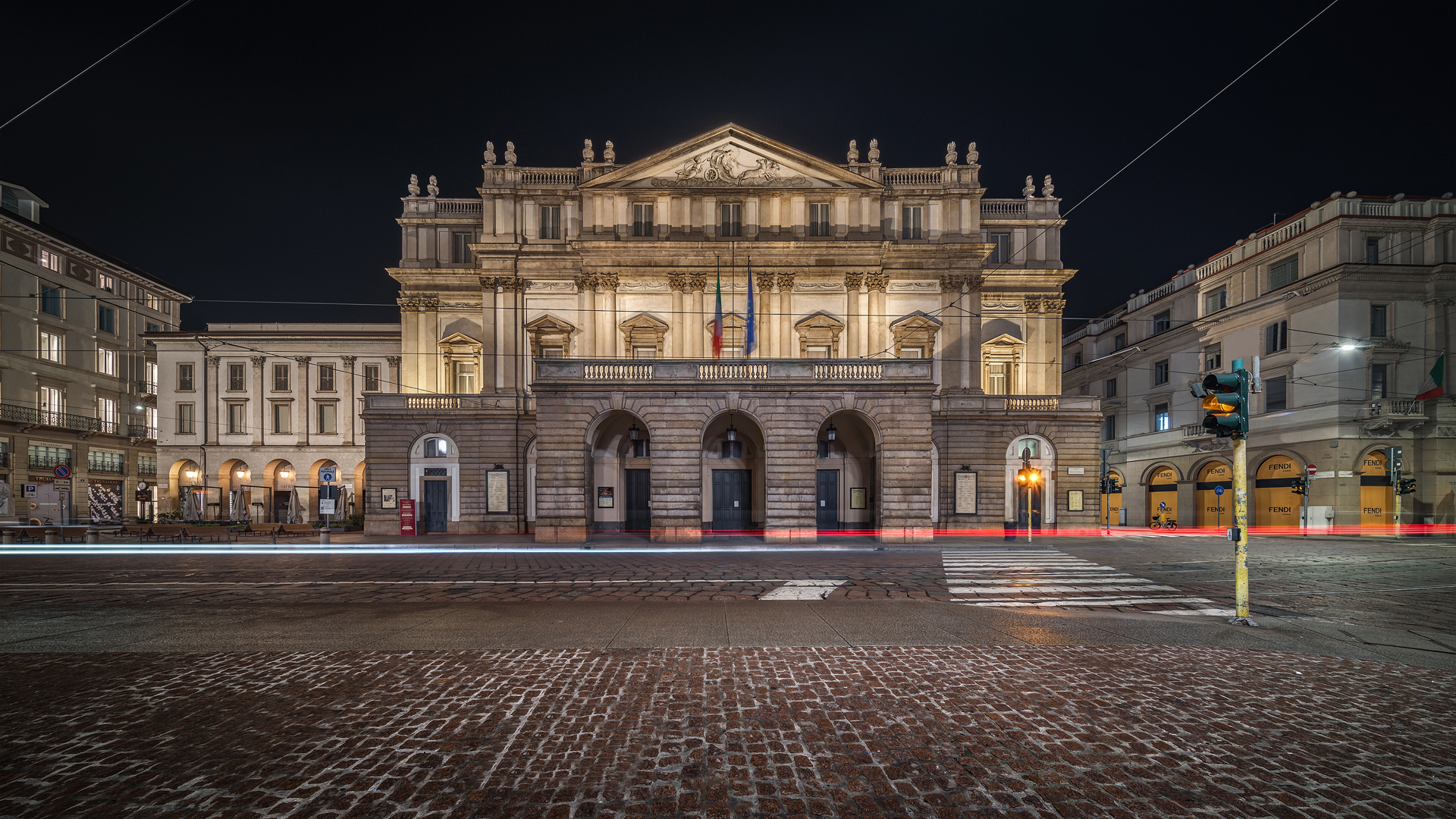
Il Teatro alla Scala di Milano

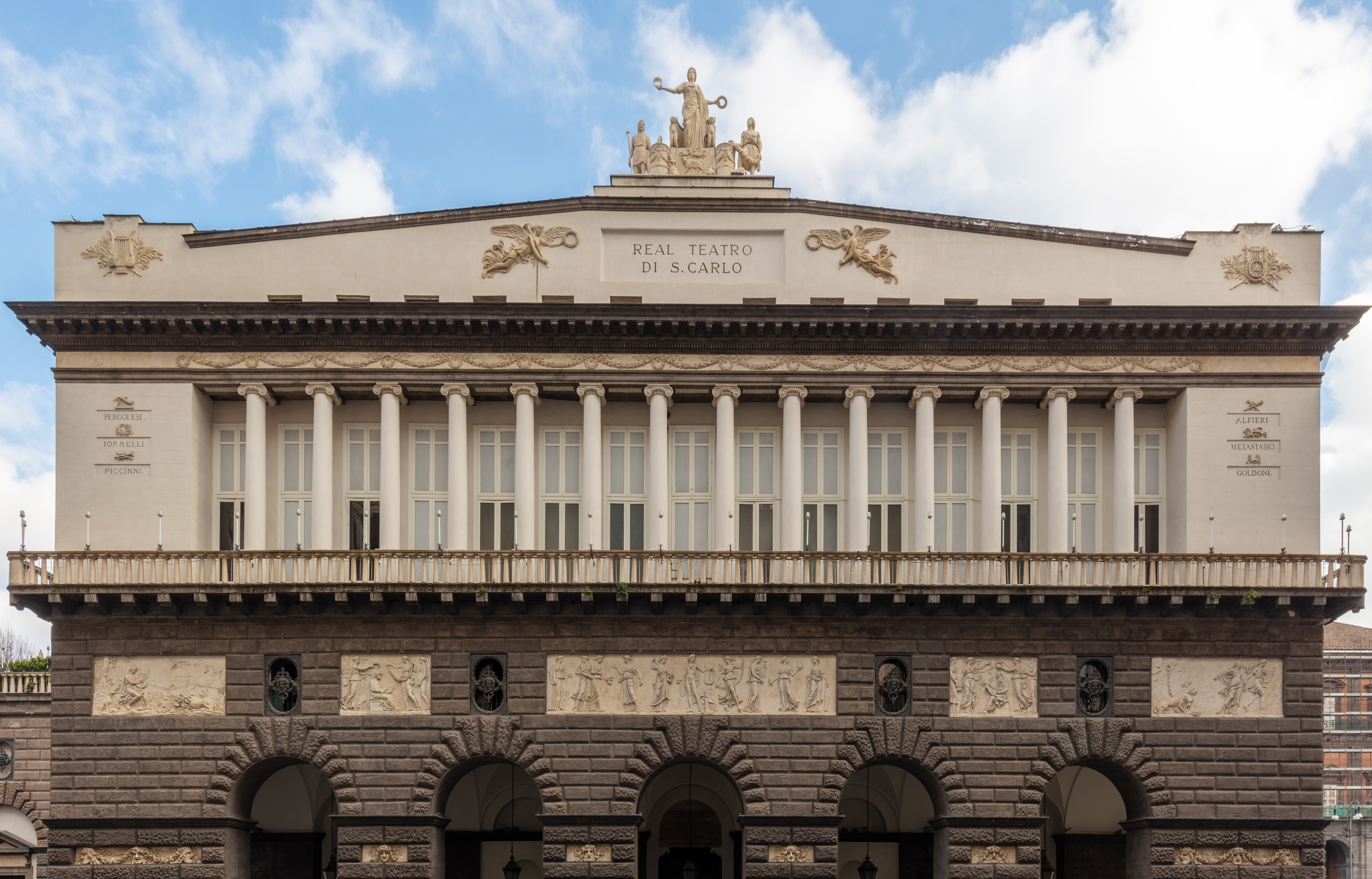
Il Teatro di San Carlo di Napoli

Un teatro d'opera, teatro dell'opera o teatro lirico è un edificio teatrale utilizzato per spettacoli d'opera che consiste in un palcoscenico, una fossa dell'orchestra, posti a sedere per il pubblico, con servizi dietro le quinte per i costumi e la creazione delle scene. Mentre alcune costruzioni sono realizzate specificamente per le opere, altri teatri d'opera fanno parte di centri più grandi per la rappresentazione di spettacoli teatrali in generale.

## Storia

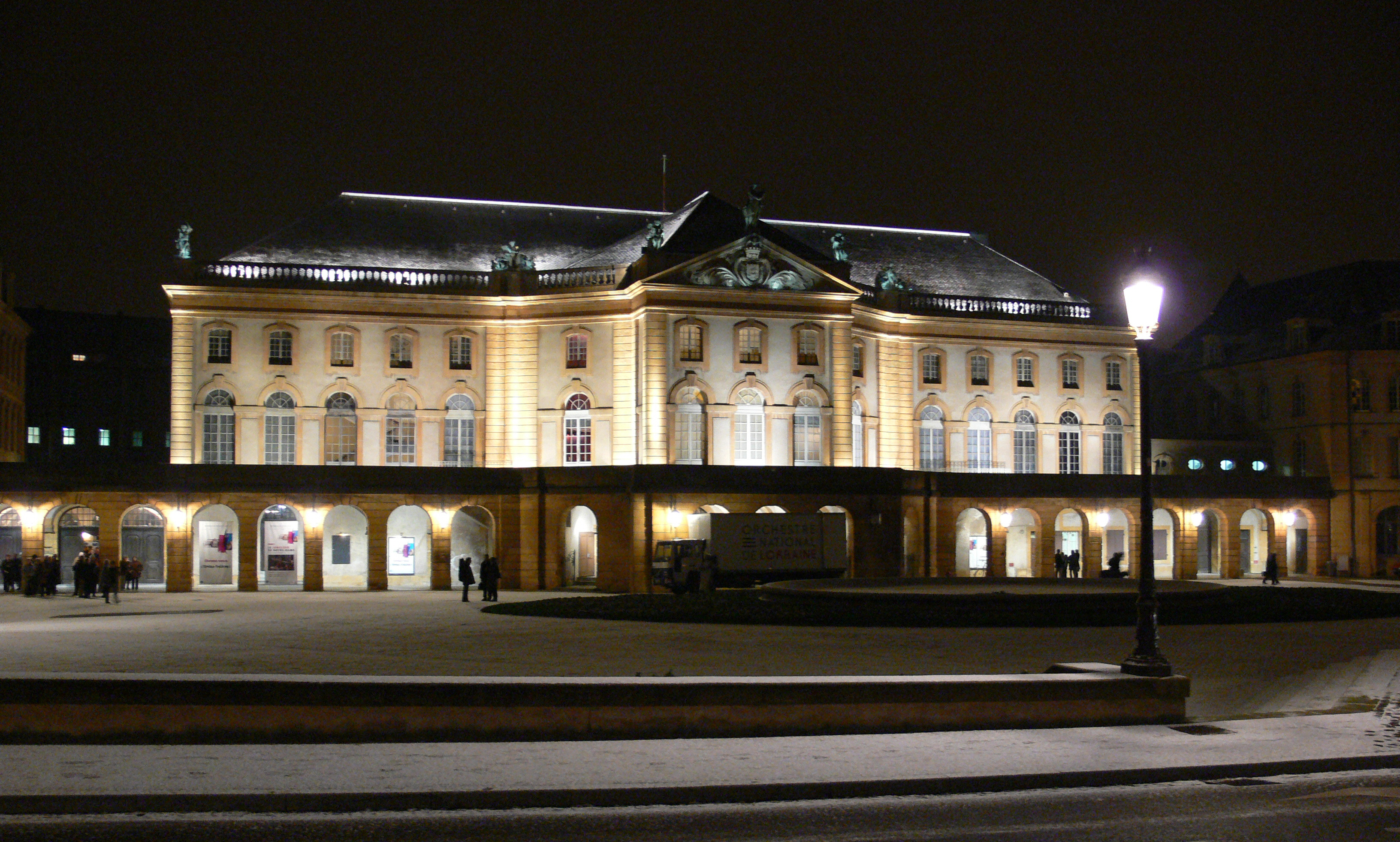
Teatro dell'Opera di Metz, fatto costruire dal duca di Belle-Isle nel XVIII secolo. Si tratta del più antico teatro d'opera di Francia ancora in funzione.

Il primo teatro d'opera pubblico è venuto alla luce nel 1637 come Teatro San Cassiano a Venezia, un paese dove l'opera è divenuta popolare attraverso i secoli, tra la gente comune, così come fra i ricchi mecenati; ha ancora un gran numero di teatri d'opera operativi. Al contrario non ve ne era nessuna a Londra quando Henry Purcell componeva e il primo teatro d'opera in Germania è stato costruito ad Amburgo nel 1678. All'inizio negli Stati Uniti i teatri d'opera servivano ad una varietà di funzioni nelle città, ospitando i balli della comunità, fiere, giochi, e spettacoli di vaudeville, nonché opere e altri eventi musicali.
Nei secoli XVII e XVIII i teatri erano spesso finanziati dai governanti, nobili e ricchi che utilizzavano il mecenatismo per sostenere le loro ambizioni politiche e posizioni sociali o di prestigio. Con l'ascesa dei borghesi e delle forme sociali capitaliste nel XIX secolo, la cultura europea si allontanò dal suo sistema clientelare per un sistema di sostegno pubblico. Negli anni 2000, la maggior parte delle compagnie d'opera e di teatro raccolgono fondi da una combinazione di governo e borse di studio istituzionali, la vendita dei biglietti e donazioni private.

## Caratteristiche

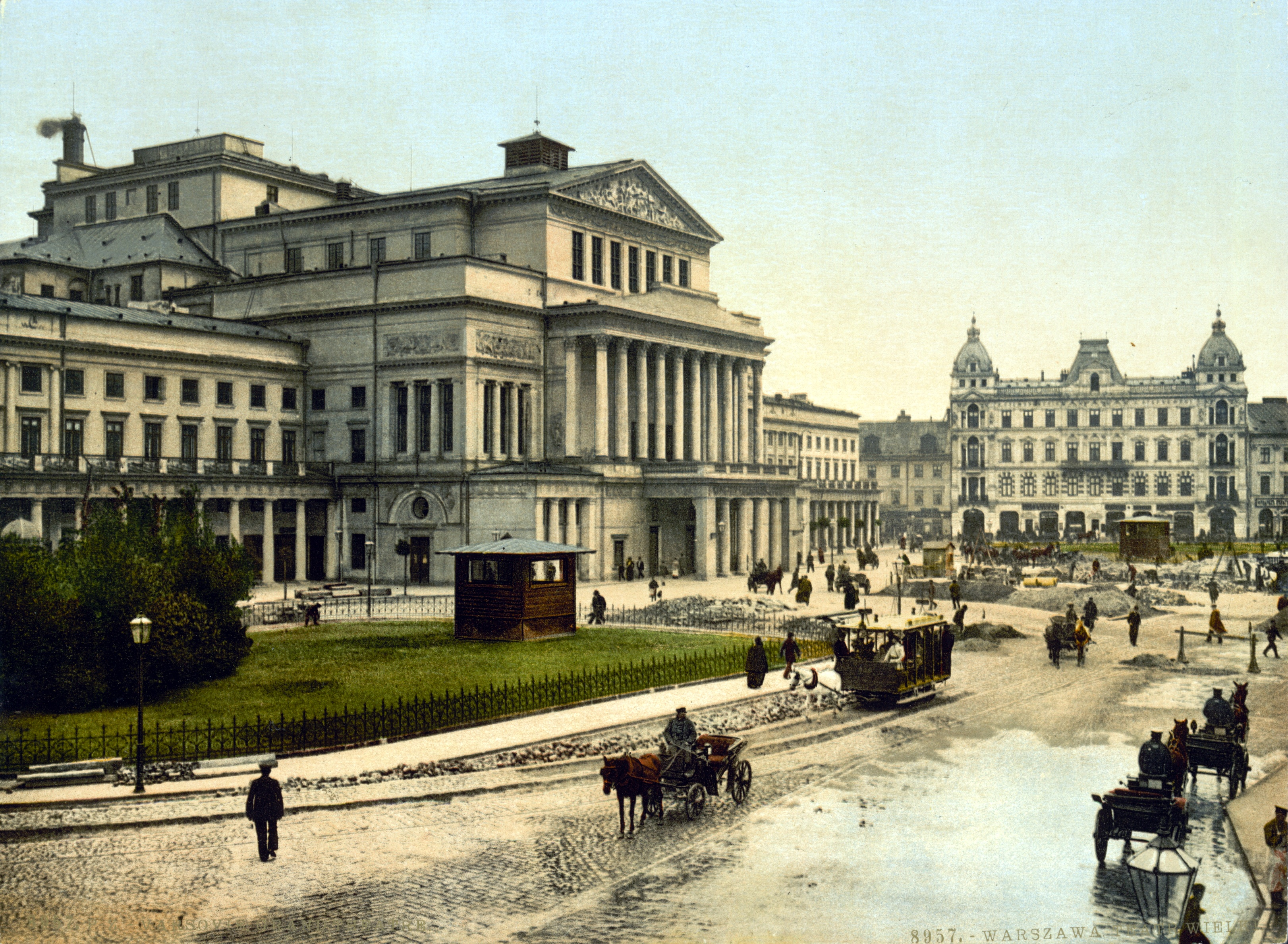
Il Gran Teatro di Varsavia, ca. 1890

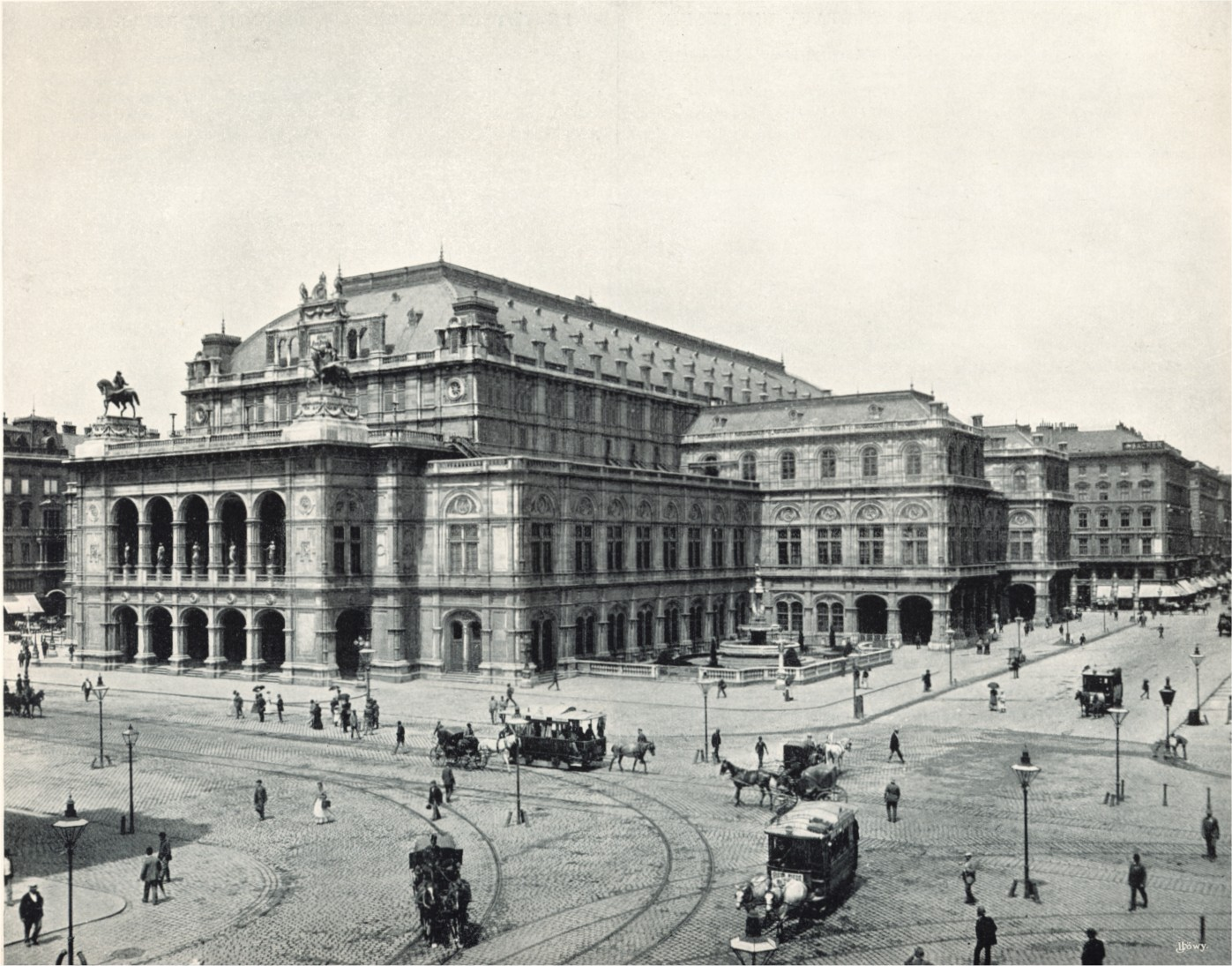
Il Wiener Staatsoper, ca. 1898

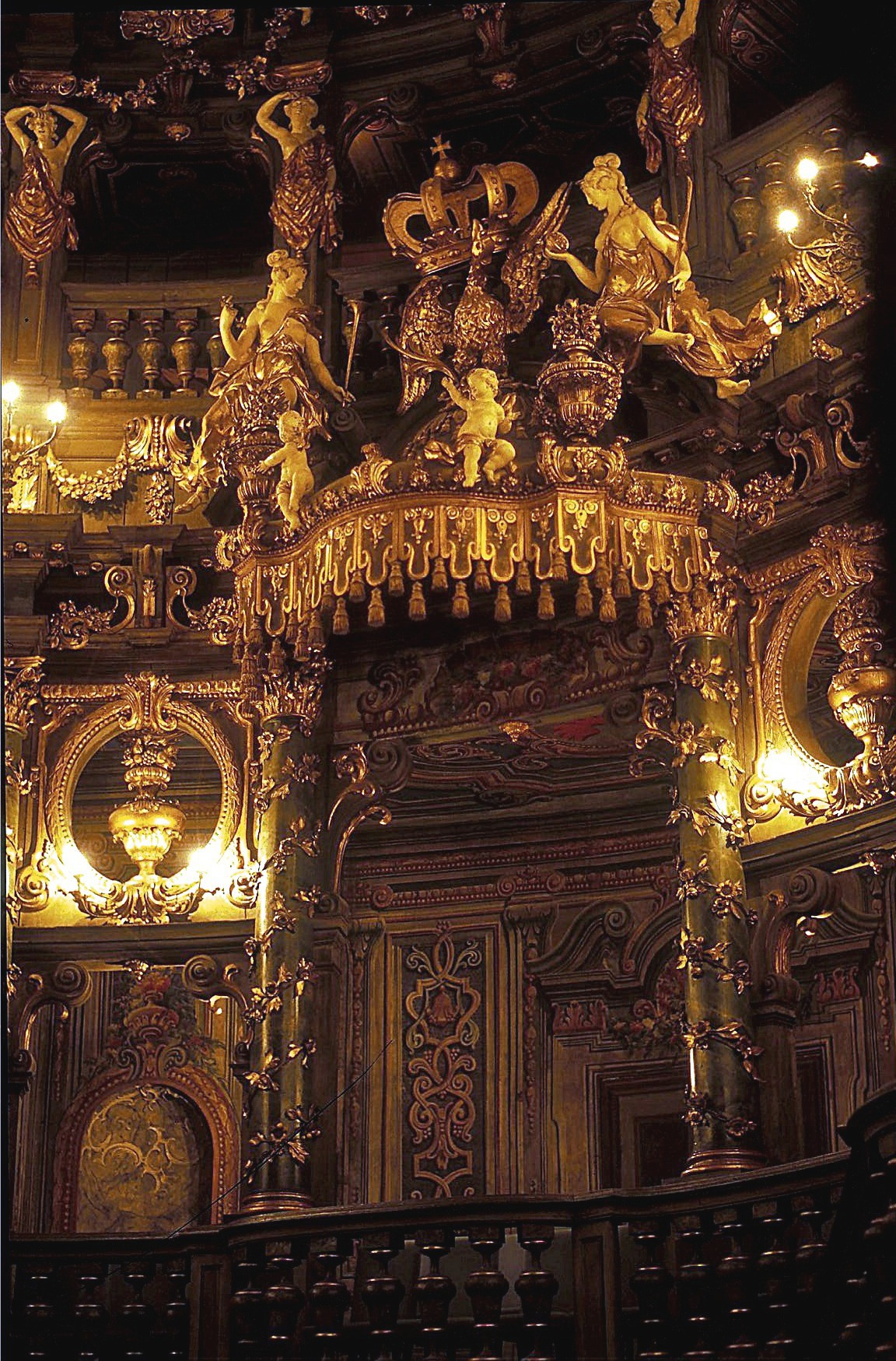
Palco reale del Teatro dell'opera dei Margravi di Bayreuth

### capienza
Data la popolarità dell'opera lirica in XVIII e XIX secolo in Europa, i teatri d'opera sono di solito di grandi dimensioni, con in genere più di 1.000 posti a sedere e spesso diverse migliaia. Tradizionalmente, i principali teatri d'opera d'Europa costruiti nel XIX secolo contenevano circa tra i 1.500 e i 3.200 posti a sedere, prendendo ad esempio il Teatro dell'Opera di Roma con 2200 posti, l'Opéra Garnier di Parigi (con 2.200), il Royal Opera House di Londra (con 2.268) e il Wiener Staatsoper di Vienna (il nuovo auditorium con ridotta capacità di 2.280), il Teatro Massimo di Palermo (all'inaugurazione 3.200, oggi 1.381), La Monnaie di Bruxelles (dopo i lavori di ristrutturazione, con 1.700 posti a sedere), il Teatro Massimo di Catania (oggi 1.200 posti), il Teatro Nazionale di Odessa (con 1.636) e il Grande Teatro di Varsavia (l'auditorio principale 1.841). 
I moderni teatri d'opera del XX secolo come il Metropolitan Opera House di New York (con 3.800) e il San Francisco Opera (con 3.146) sono più grandi. Molte opere sono più adatte ad essere rappresentate nelle sale più piccole, come La Fenice di Venezia, con circa 1.000 posti a sedere. In un teatro d'opera tradizionale l'auditorio è a forma di U, con la lunghezza dei lati che determinano la capacità della platea. Tutto intorno vi sono gli ordini dei balconi e spesso, più vicino al palco, vi sono dei box (piccole sezioni suddivise di un balcone).

### golfo mistico
Dalla seconda metà del XIX secolo, i teatri d'opera in genere hanno una fossa per l'orchestra detta anche golfo mistico, in cui un gran numero di professori d'orchestra può stare seduto a un livello al di sotto del pubblico, in modo che possano suonare senza sovraccaricare le voci dei cantanti. Ciò è particolarmente vero nel Festspielhaus di Bayreuth, teatro dedicato esclusivamente alle opere di Richard Wagner, dove la fossa è quasi completamente coperta.

### strutture di servizio e laboratori
Le dimensioni di una orchestra d'opera variano, ma per alcune opere, oratori e altri lavori, può essere molto grande; per alcune opere del periodo romantico (o per molte delle opere di Richard Strauss), essa può superare di molto i 100 suonatori. Allo stesso modo, un'opera può avere un grande cast di personaggi, coro, ballerini e comparse. Pertanto, un importante teatro avrà ampie strutture di spogliatoio. I teatri d'opera hanno spesso inseriti localmente negozi per la fabbricazione di scene e costumi e strutture per lo stoccaggio dei costumi, make-up, maschere e il materiale di scena e possono anche avere sale prove.

### palcoscenici meccanizzati e impianti tecnologici
I maggiori teatri d'opera di tutto il mondo hanno spesso palchi altamente meccanizzati, con grandi ascensori che permettono di cambiare rapidamente anche scene molto pesanti da muovere. Al Metropolitan Opera House, per esempio, le scene sono spesso cambiate durante l'azione, mentre il pubblico guarda, con i cantanti in salita o in discesa mentre cantano. Ciò si verifica nelle produzioni del Met di opere come Aida e I racconti di Hoffmann. La Royal Opera House di Londra, che è stata ristrutturata alla fine del 1990, ha mantenuto l'originale auditorium del 1858 al suo interno, ma ha aggiunto completamente nuovi spazi del backstage e delle ali, oltre a uno spazio per prestazioni aggiuntive e le aree pubbliche. Più o meno lo stesso è accaduto nel rimodellamento del Teatro alla Scala di Milano tra il 2002 e il 2004.
Sebbene per i palcoscenici, l'illuminazione e la produzione della facciata i teatri d'opera spesso facciano uso delle più recenti tecnologie, i teatri d'opera tradizionali non hanno usato sistemi di amplificazione con microfoni e altoparlanti per amplificare i cantanti, dal momento che i cantanti d'opera qualificati sono normalmente in grado di proiettare le loro voci non amplificate in sala. Dal 1990, tuttavia, molti i teatri d'opera hanno iniziato a utilizzare una forma sottile di rinforzo del suono chiamato rinforzo acustico (vedi sotto).

### videolibretti
Spesso, le opere sono presentate in lingua originale, che può essere diversa dalla lingua madre del pubblico. Ad esempio, un'opera wagneriana presentata a Londra può essere in tedesco. Pertanto, dal 1980 i moderni i teatri d'opera hanno assistito il pubblico fornendo sopratitoli tradotti, proiezioni delle parole sopra o vicino al palcoscenico. Più di recente, i sistemi di videolibretti hanno cominciato ad essere impiegati in alcuni teatri d'opera, tra cui il Metropolitan Opera House di New York, il Teatro alla Scala di Milano, il Teatro Crosby dell'Opera di Santa Fe e anche il piccolo Marrucino di Chieti, che forniscono due righe di testo su schermi individuali allegati alla parte posteriore degli schienali dei sedili, in modo da non interferire con gli aspetti visivi dello spettacolo.

### Rinforzo acustico con altoparlanti
Un tipo sottile di rinforzo del suono chiamato rinforzo acustico è usato in alcuni teatri d'opera. sistemi di rinforzo acustico contribuiscono a rendere più uniforme il suono in sala ed evitare "punti morti" nella zona dov'è seduto il pubblico "... aumentando le caratteristiche acustiche intrinseche della sala." I sistemi utilizzano "... una schiera di microfoni collegati ad un computer [che viene] collegato ad un insieme di altoparlanti." Tuttavia, poiché gli appassionati di concerti sono venuti a conoscenza dell'uso di questi sistemi, i dibattiti sono sorti, perché "... i puristi sostengono che il suono acustico naturale delle [classica] voci o strumenti in una determinata sala non deve essere modificato".
Kai Harada stabilisce che teatri d'opera hanno iniziato a utilizzare sistemi di miglioramento acustico elettronici "... per compensare difetti di architettura acustica di un luogo." Nonostante il clamore che si è creata tra gli appassionati, Harada sottolinea che nessuno dei teatri d'opera che utilizzano sistemi di miglioramento acustico "... usano il tradizionale, Broadway-stile sistema di amplificazione sonora, in cui la maggior parte, se non tutti i cantanti sono dotati di radiomicrofoni misti ad una serie di altoparlanti antiestetici sparsi in tutto il teatro. " Invece, la maggior parte dei teatri d'opera utilizzano il sistema di amplificazione per il miglioramento acustico, e per incrementare sottili voci fuori scena, il dialogo sul palco, ed effetti sonori (ad esempio, le campane della chiesa di Tosca o un tuono nelle opere di Wagner).
Un esempio dell'uso di questo tipo di miglioramento è il David H. Koch Theater quando fu utilizzato dalla Compagnia dell'Opera di New York.

## Galleria d'immagini

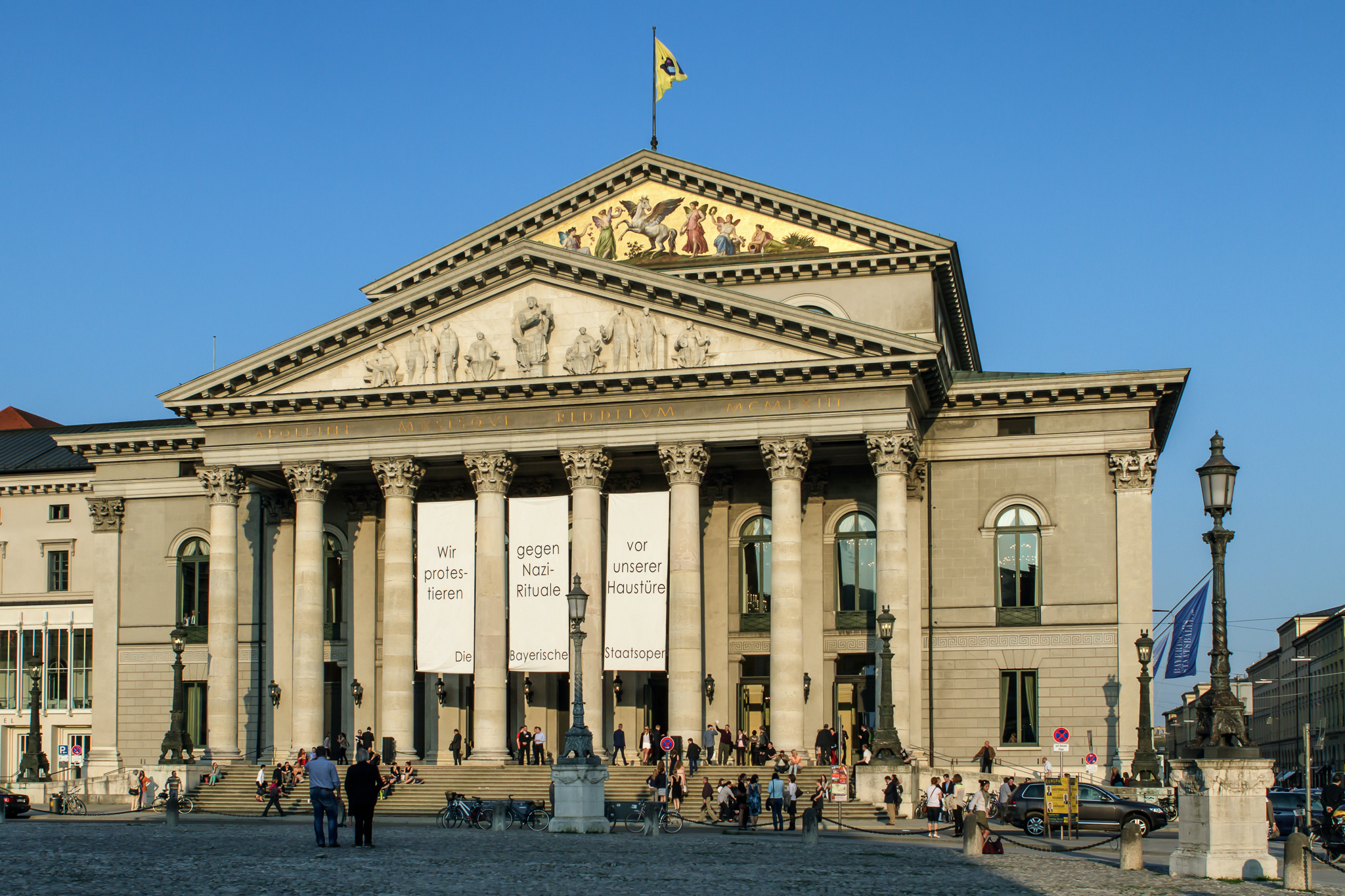
Il Nationaltheater dal 1818 a Monaco, in Germania; uno dei più rinnovati teatri d'opera al mondo, bruciato/ricostruito due volte: 1823-25 e dopo la seconda guerra mondiale dal 1958-63.
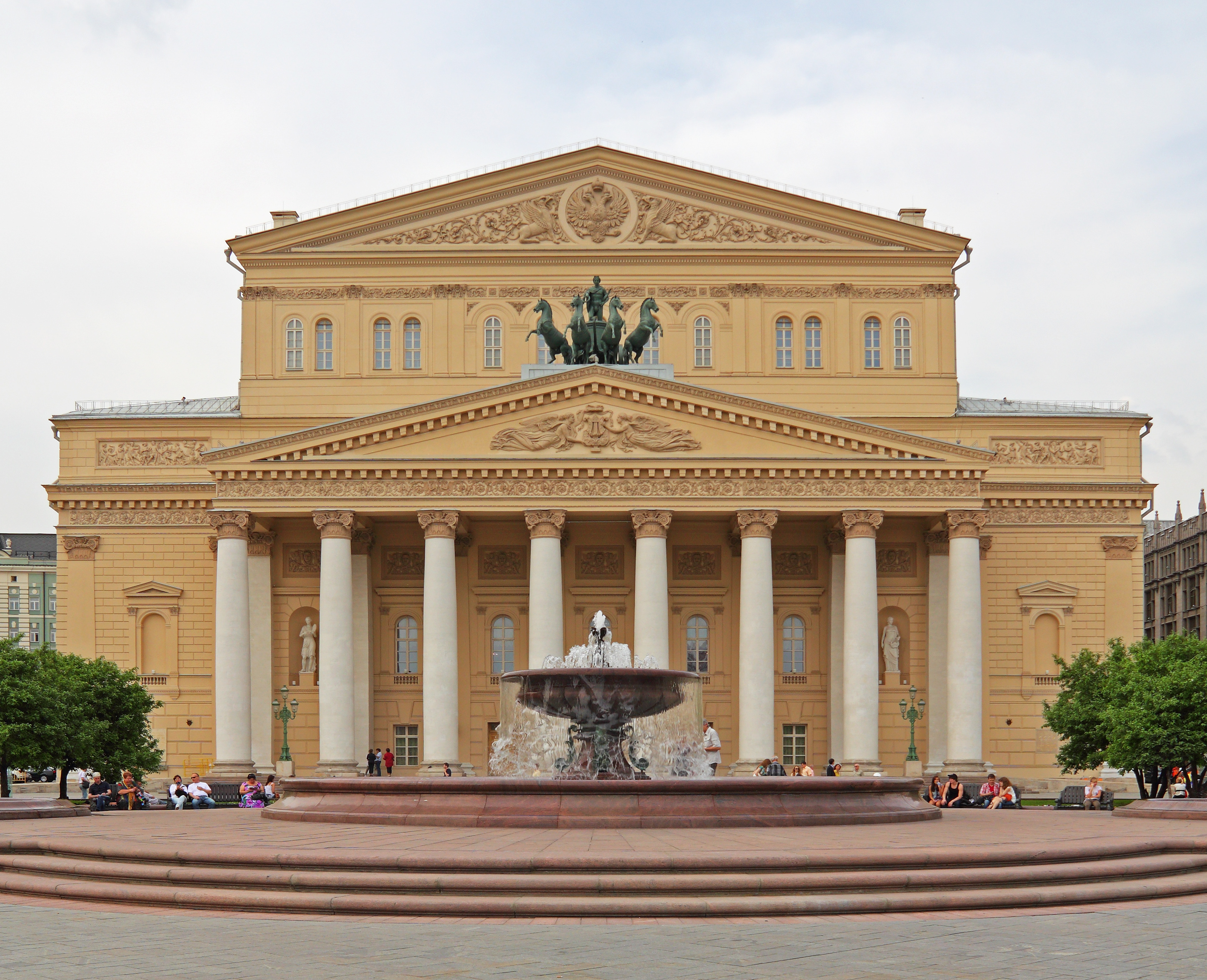
Il Teatro Bol'šoj, a Mosca, in Russia, è uno dei teatri d'opera più riconoscibili del mondo e sede della più famosa compagnia di balletto del mondo.
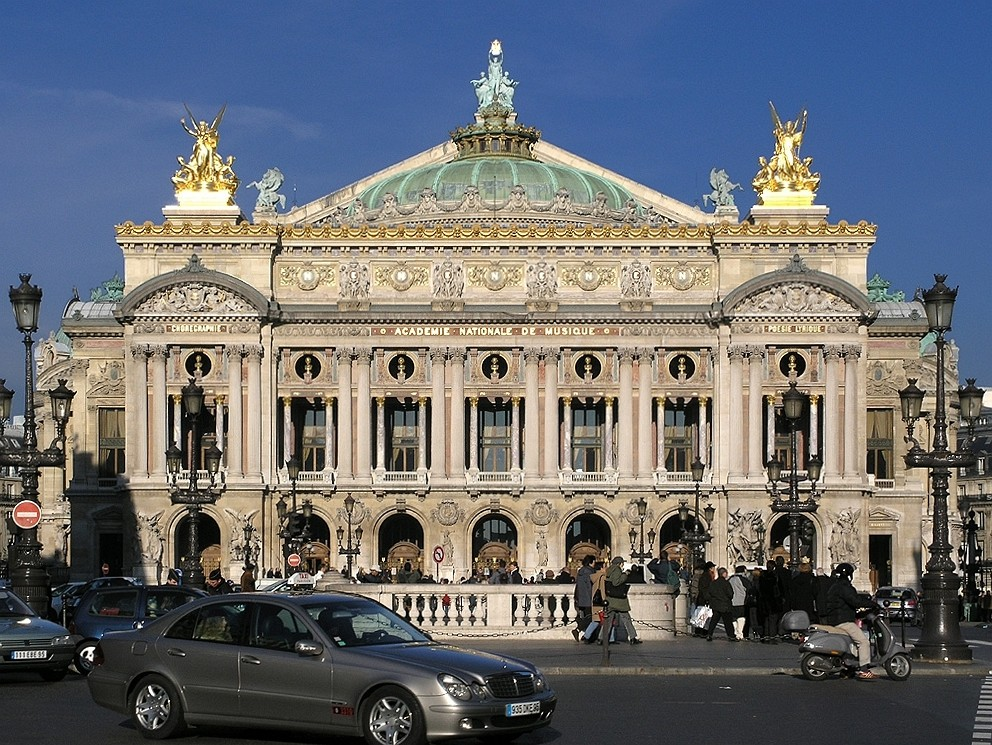
L'Opéra Garnier di Parigi, in Francia. Sede storica dell'Opéra National de Paris.
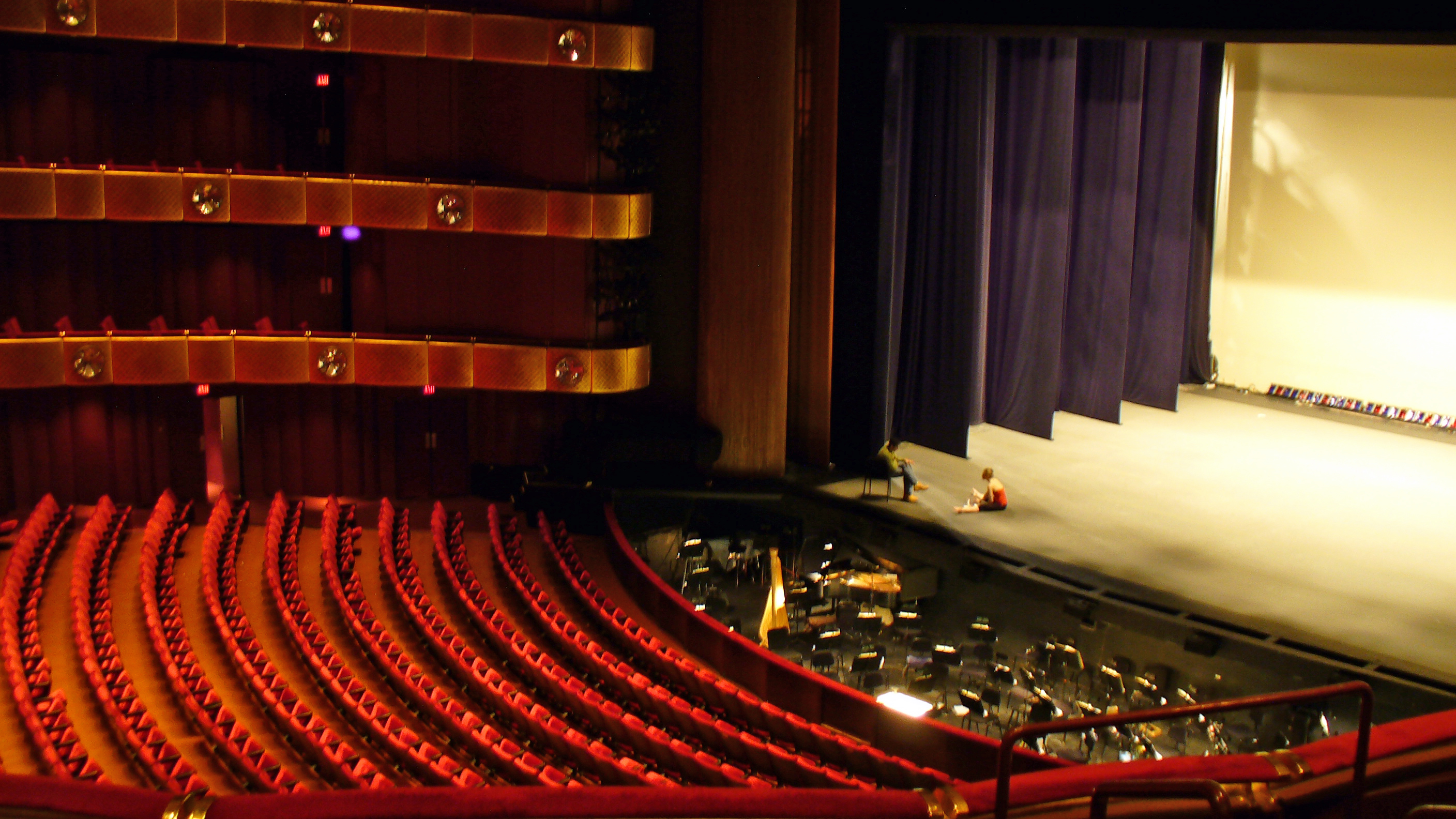
Il New York State Theater, Lincoln Center, ex teatro d'opera della New York City Opera
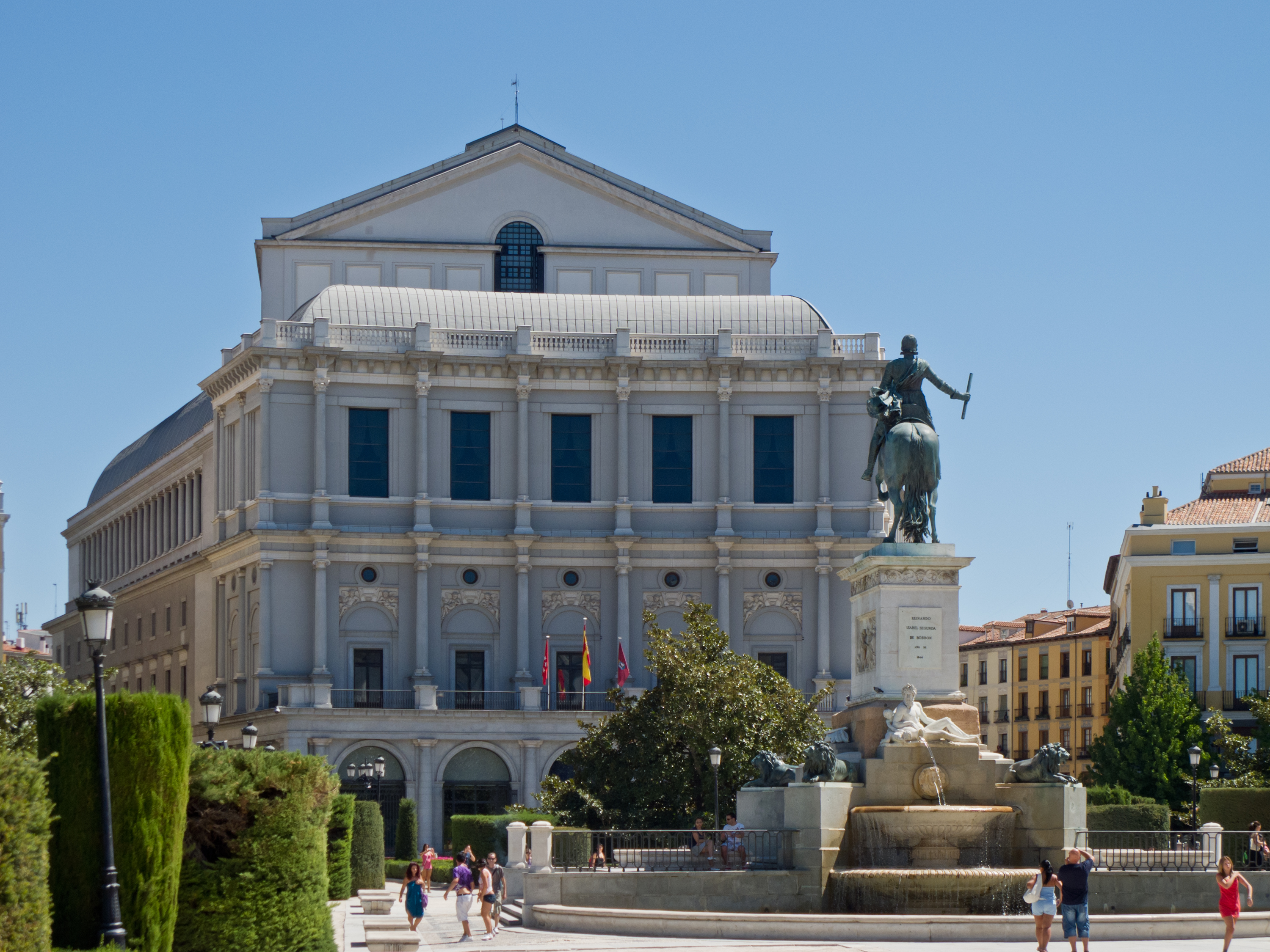
Teatro Real, in Madrid, in Spagna
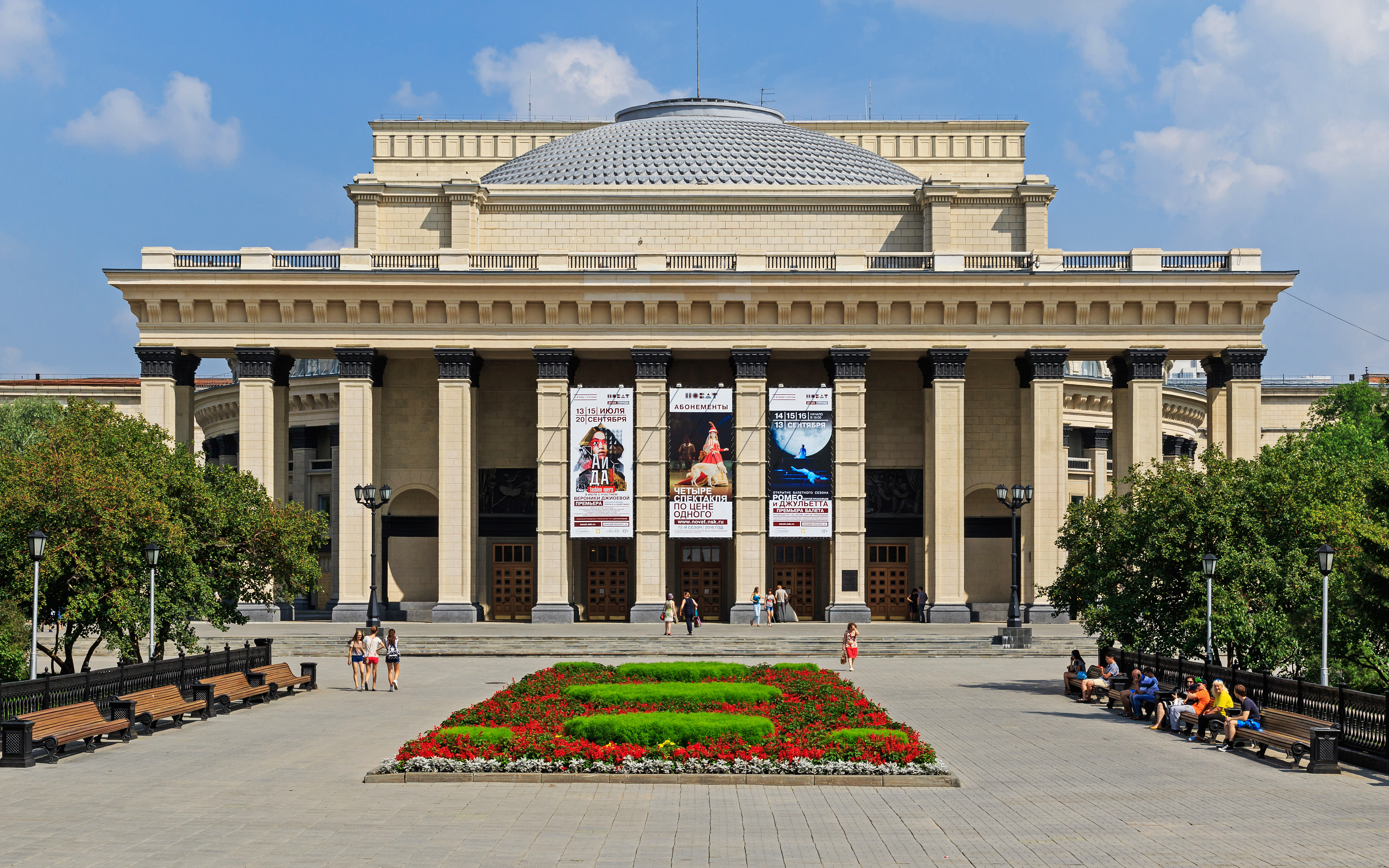
Il Teatro d'opera e balletto di Novosibirsk, è il più grande teatro d'opera della Russia
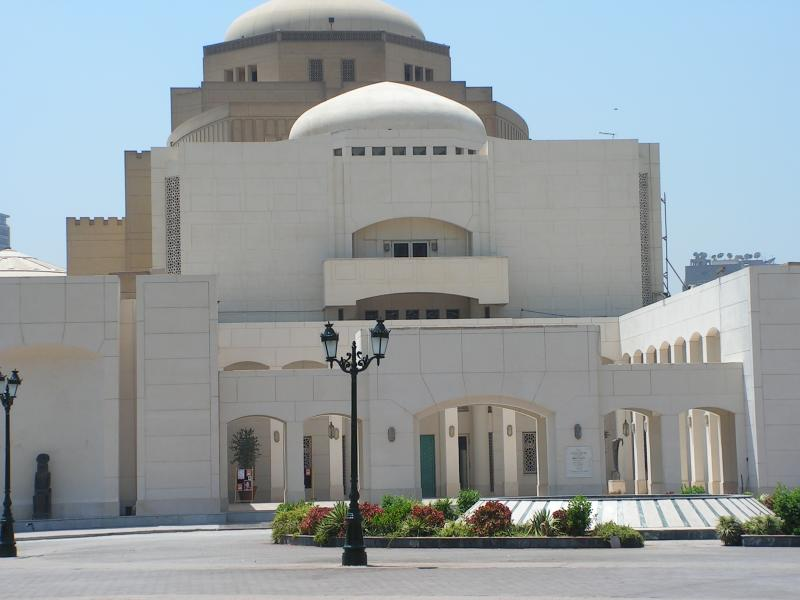
Il Teatro d'opera del Cairo in Egitto
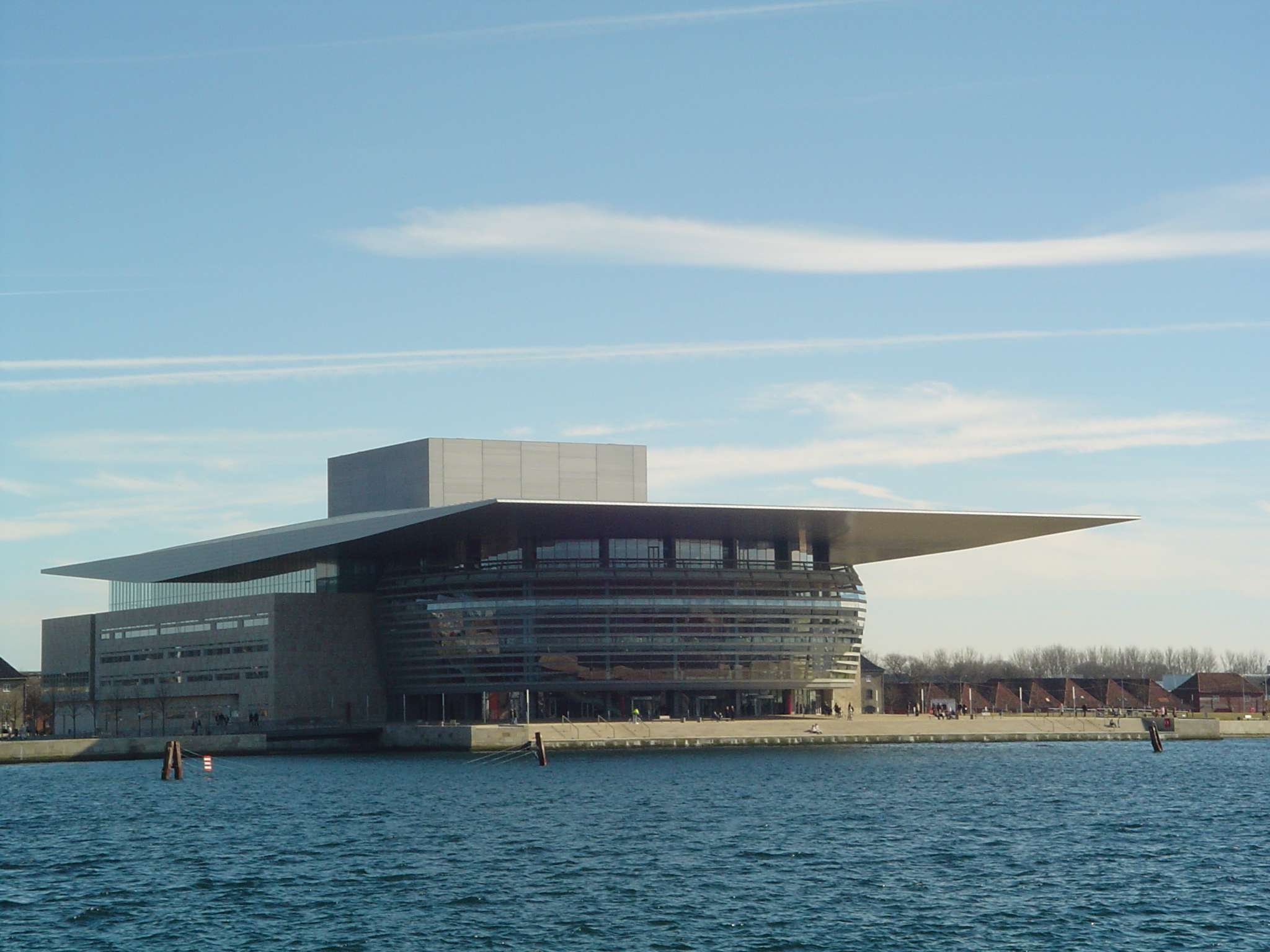
L'Opera House di Copenaghen in Danimarca
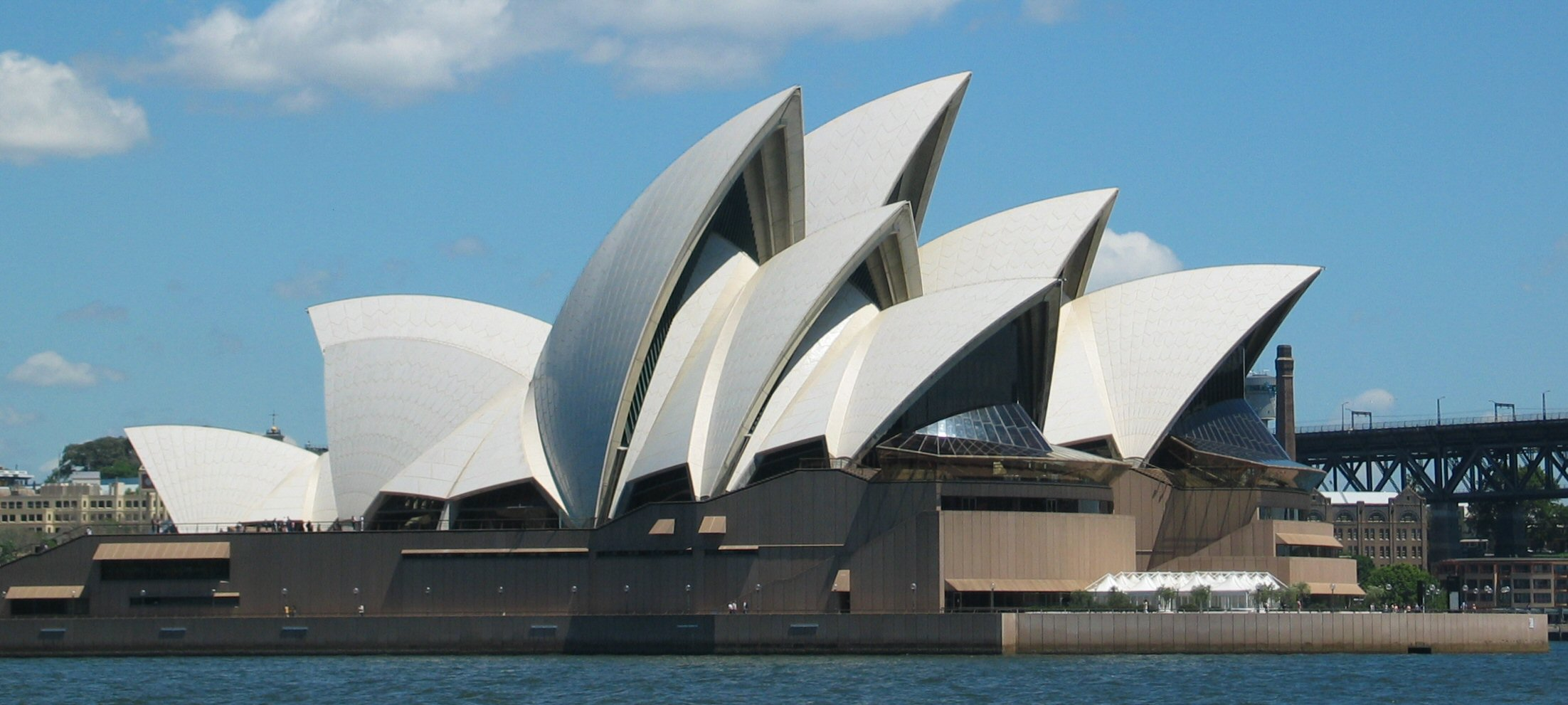
Il Teatro dell'Opera di Sydney è uno dei teatri d'opera e punti di riferimento più riconoscibili del mondo
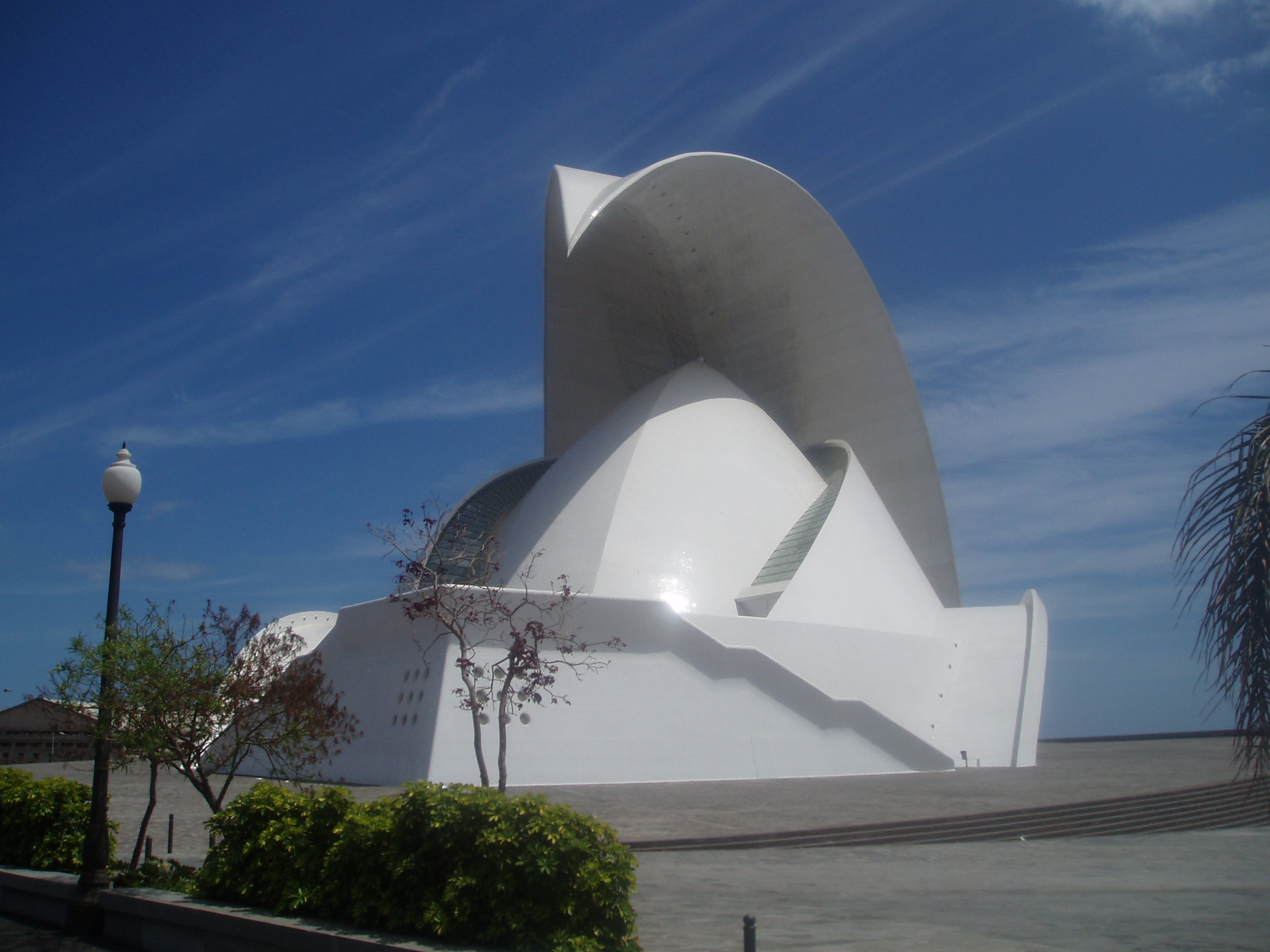
L'Auditorio di Tenerife (Isole Canarie, Spagna)
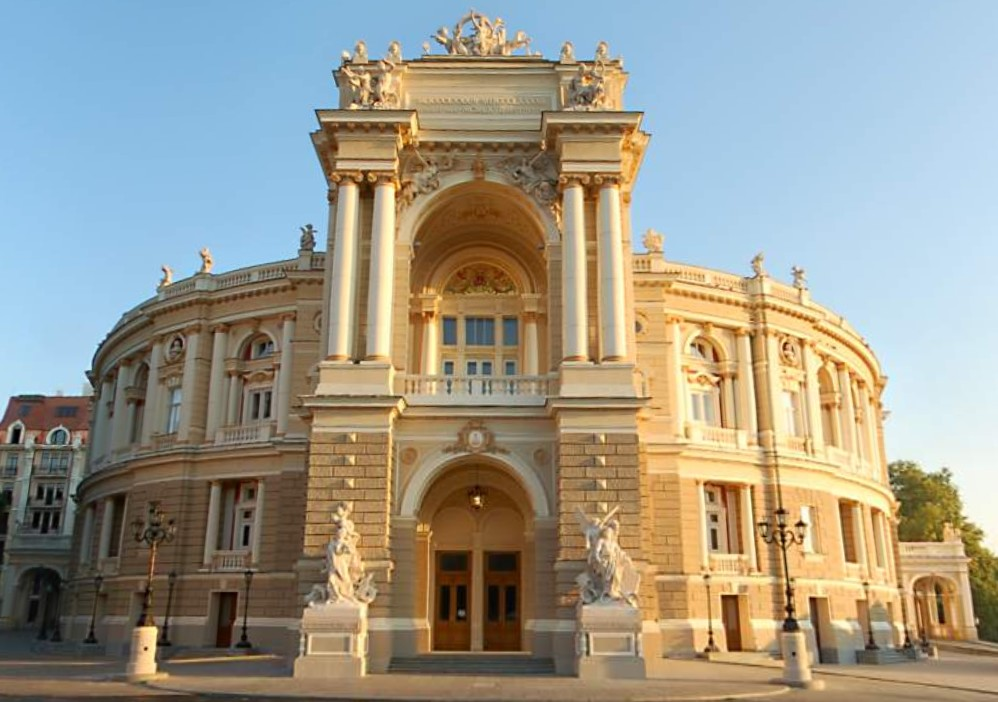
Il Teatro d'opera e balletto di Odessa, in Ucraina
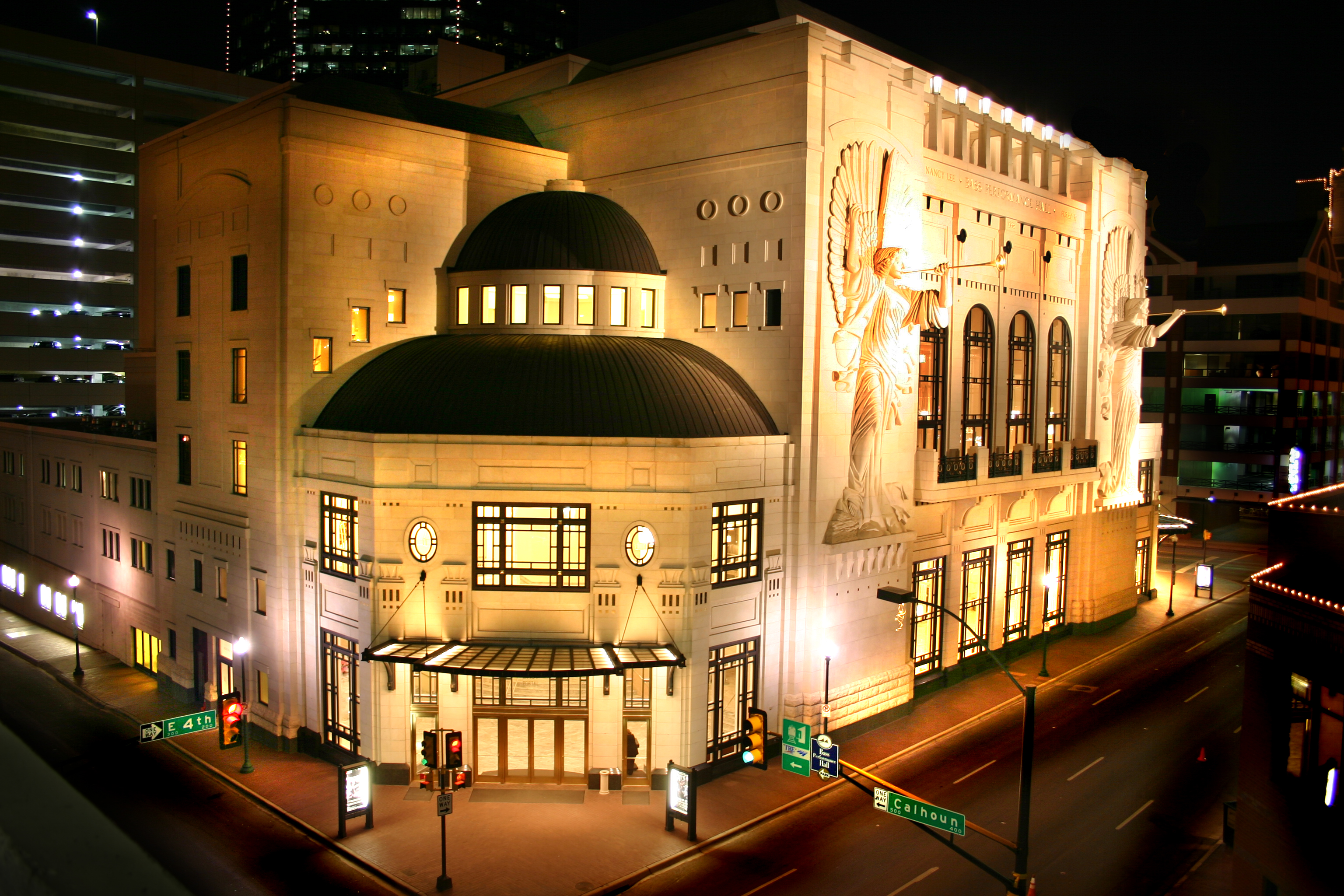
Nancy Lee and Perry R. Bass Performance Hall di Fort Worth, nel Texas
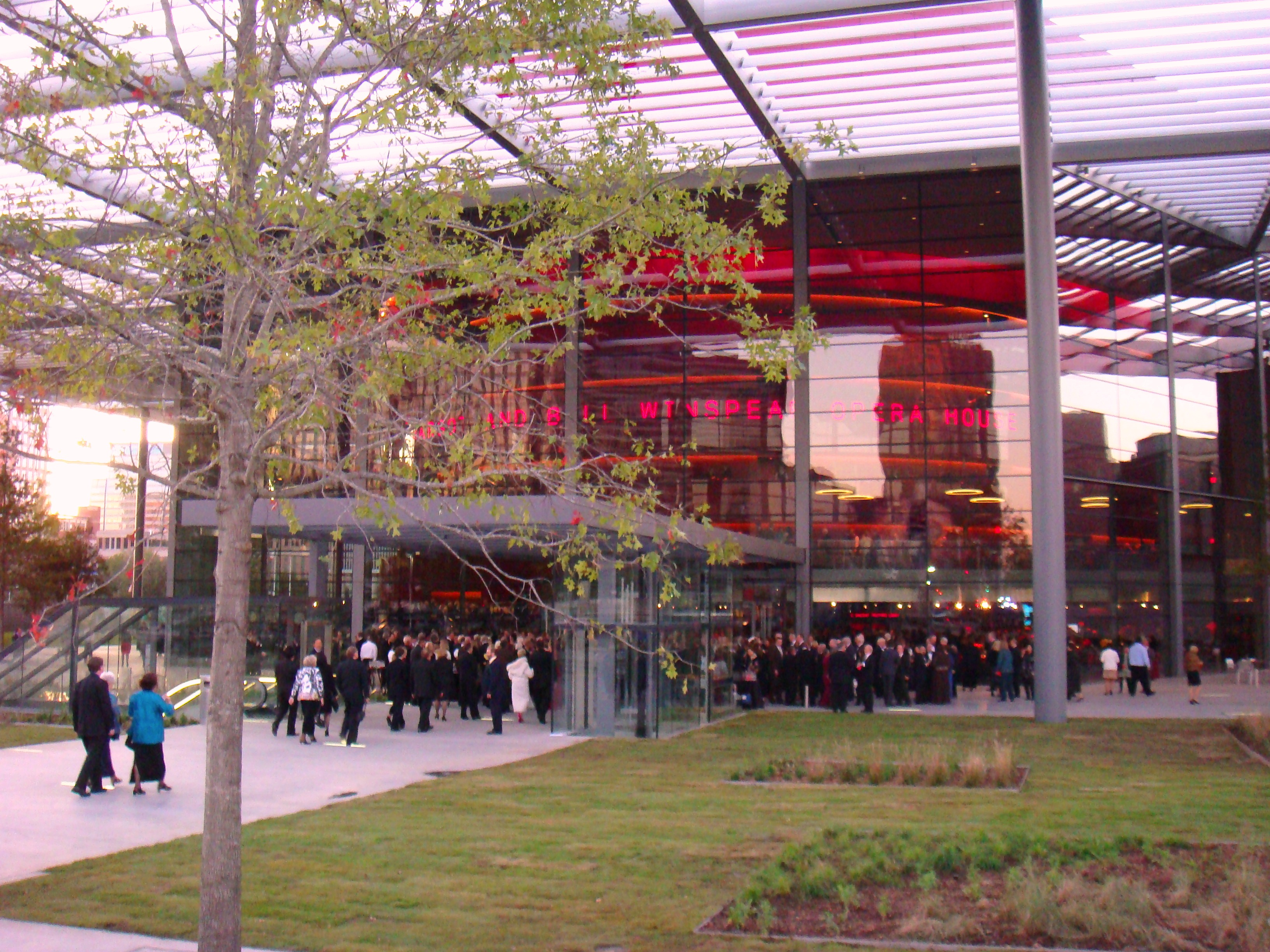
Opera House di Margot and Bill Winspear di Dallas
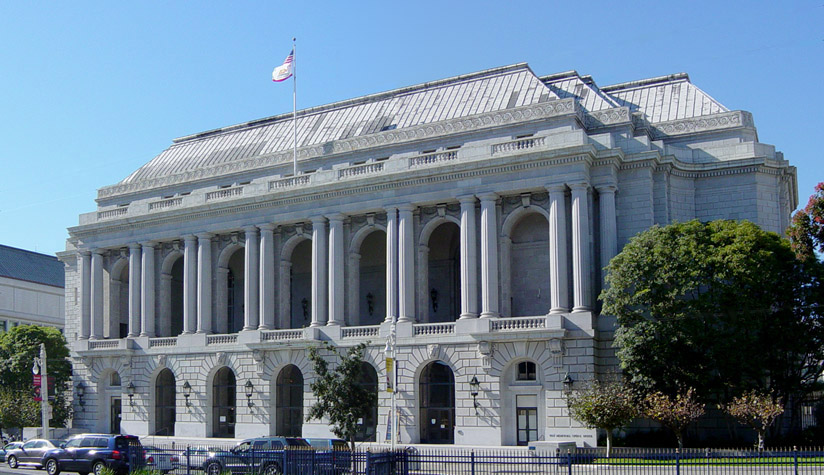
Il War Memorial Opera House di San Francisco
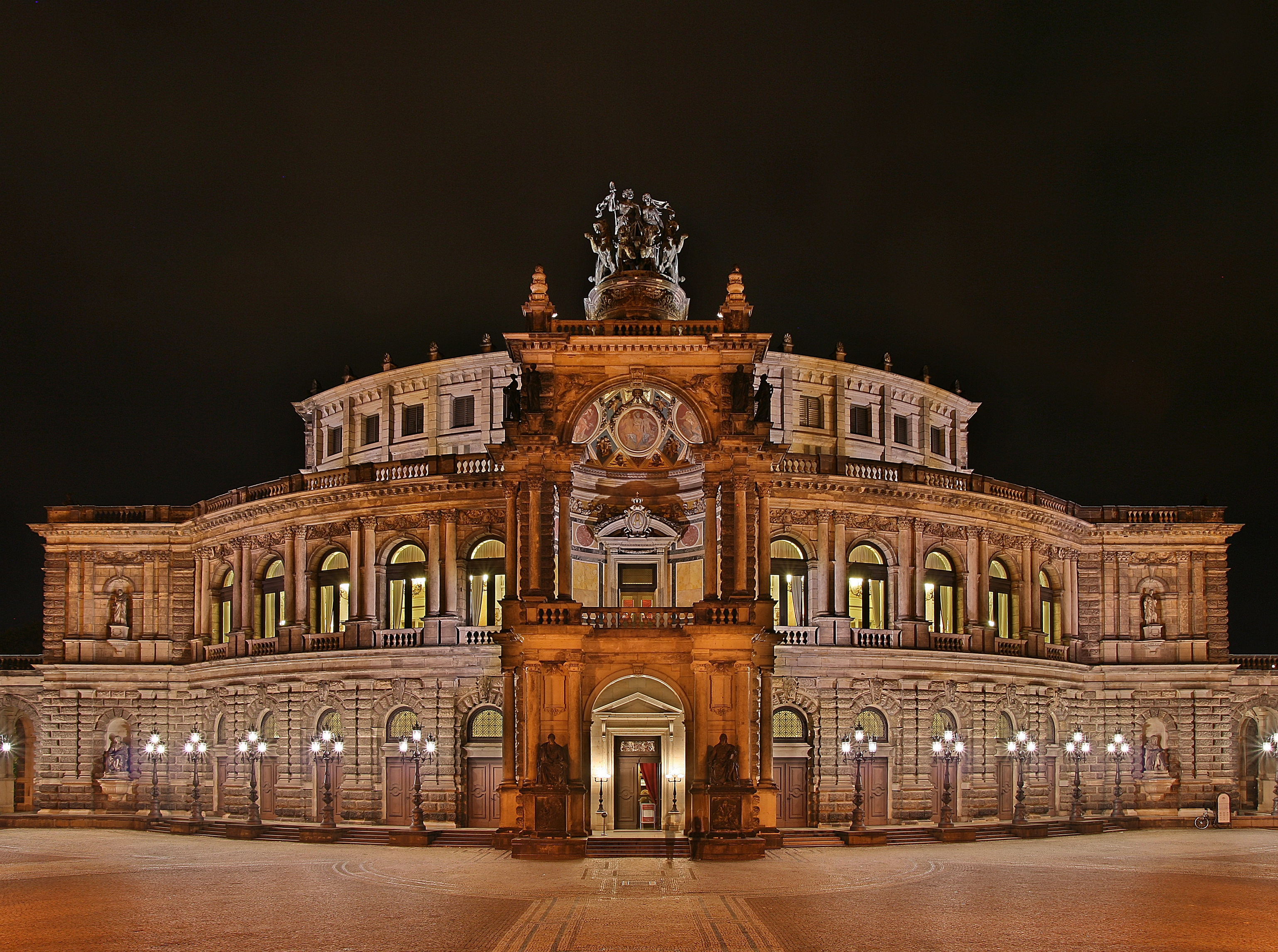
Il Semperoper di Dresda in Germania
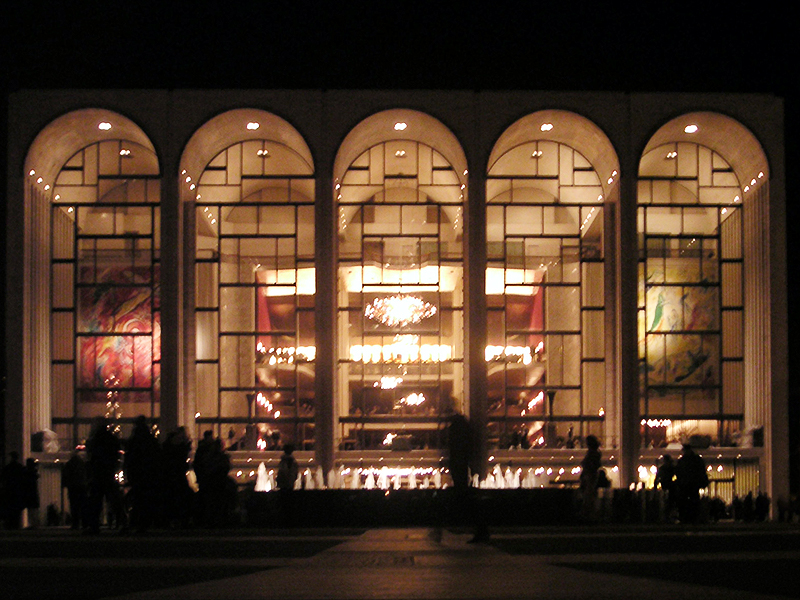
Il Metropolitan Opera House al Lincoln Center di New York
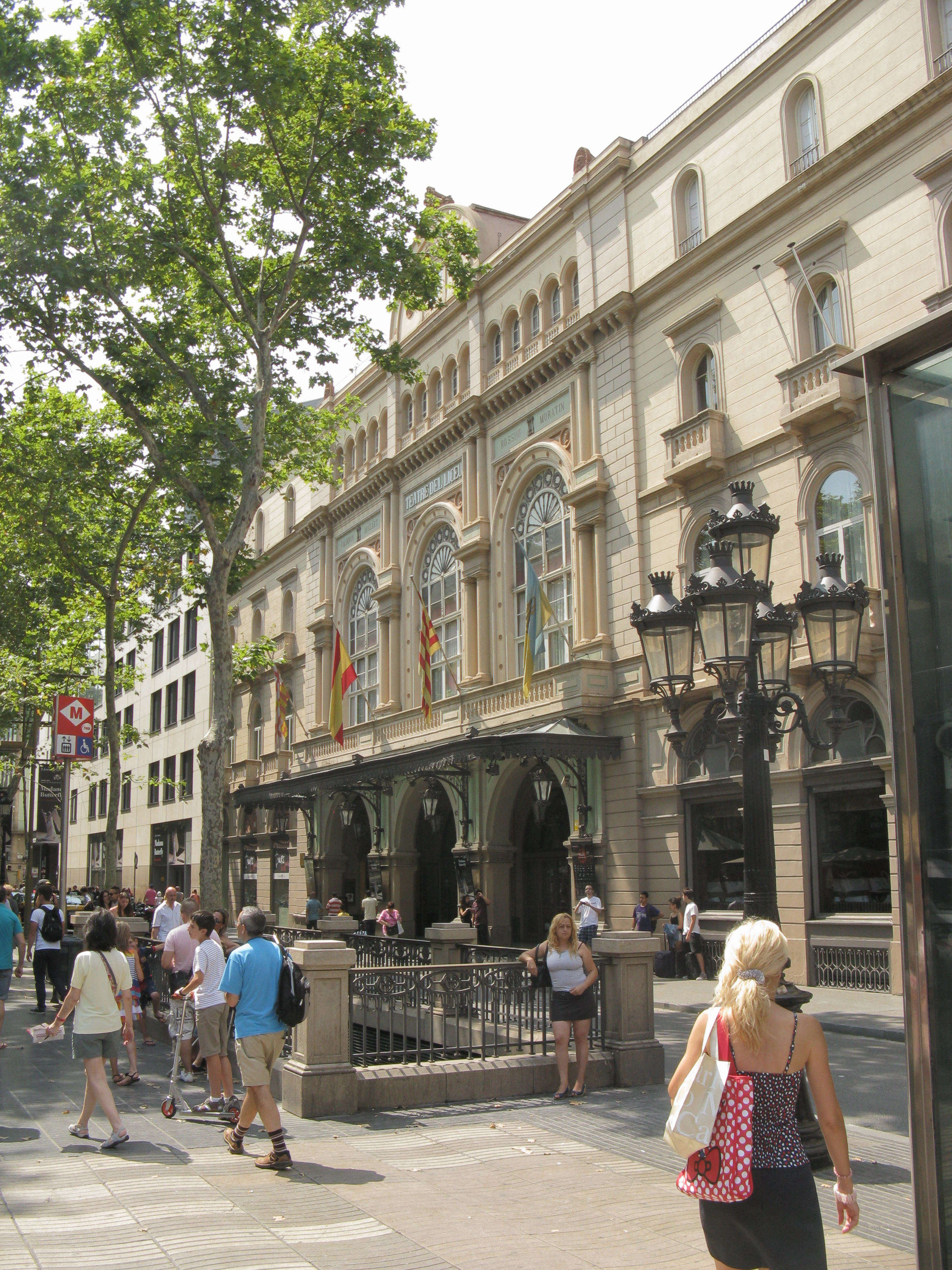
Il Gran Teatre del Liceu di Barcellona, in Spagna
Operahuset di Oslo, in Norvegia. Sede della Den Norske Opera & Ballett
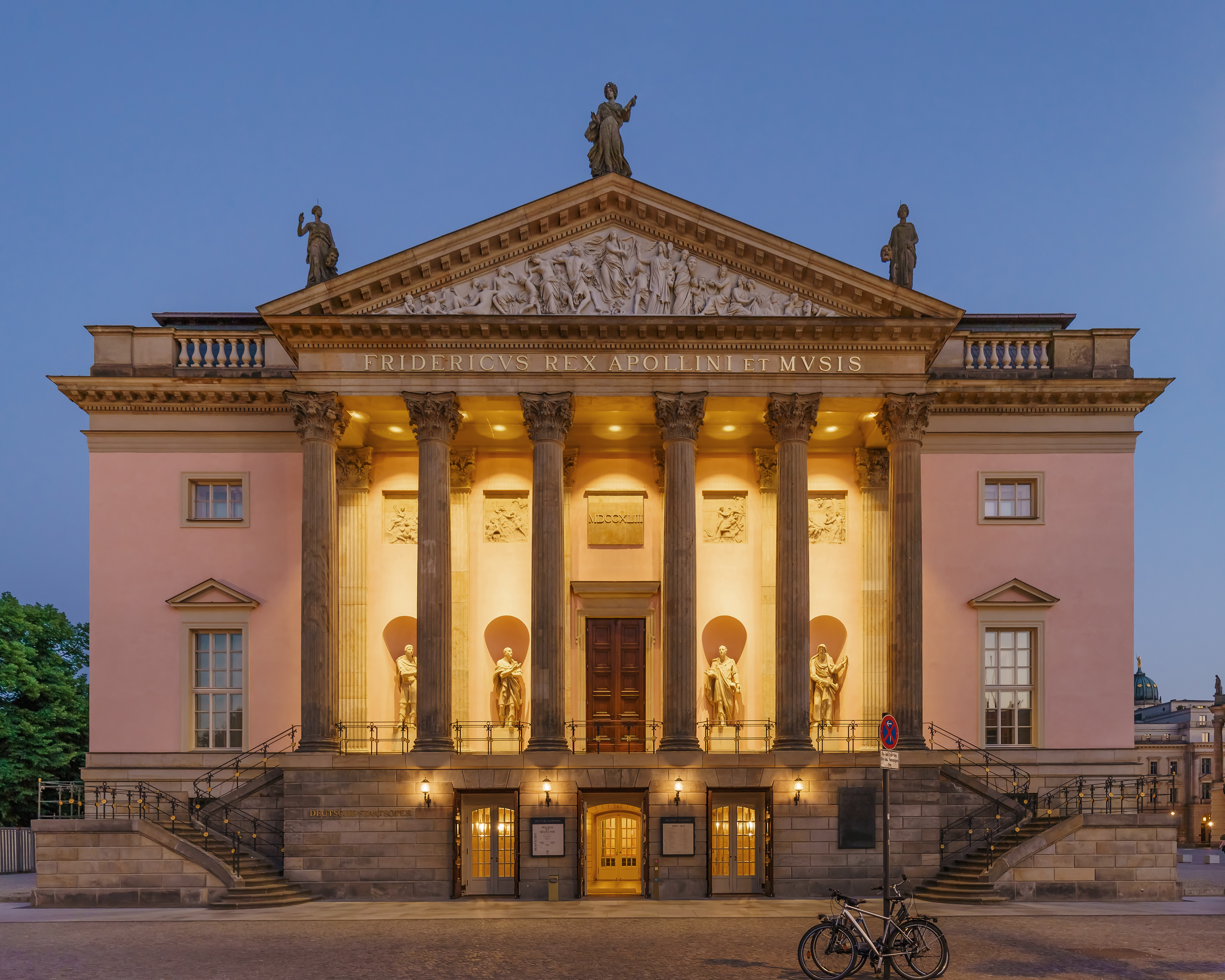
Il Staatsoper Unter den Linden di Berlino
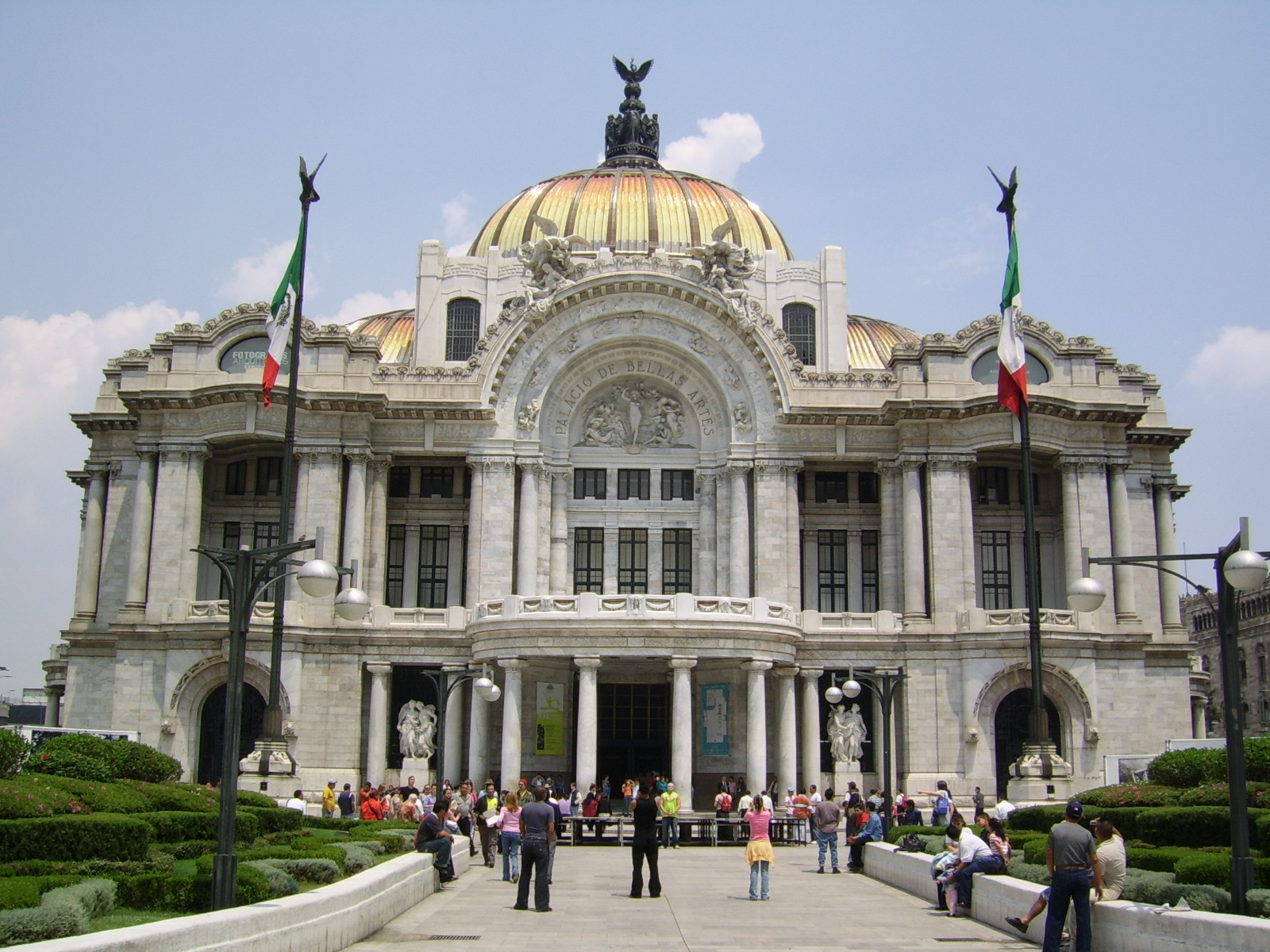
Palacio de Bellas Artes a Città del Messico
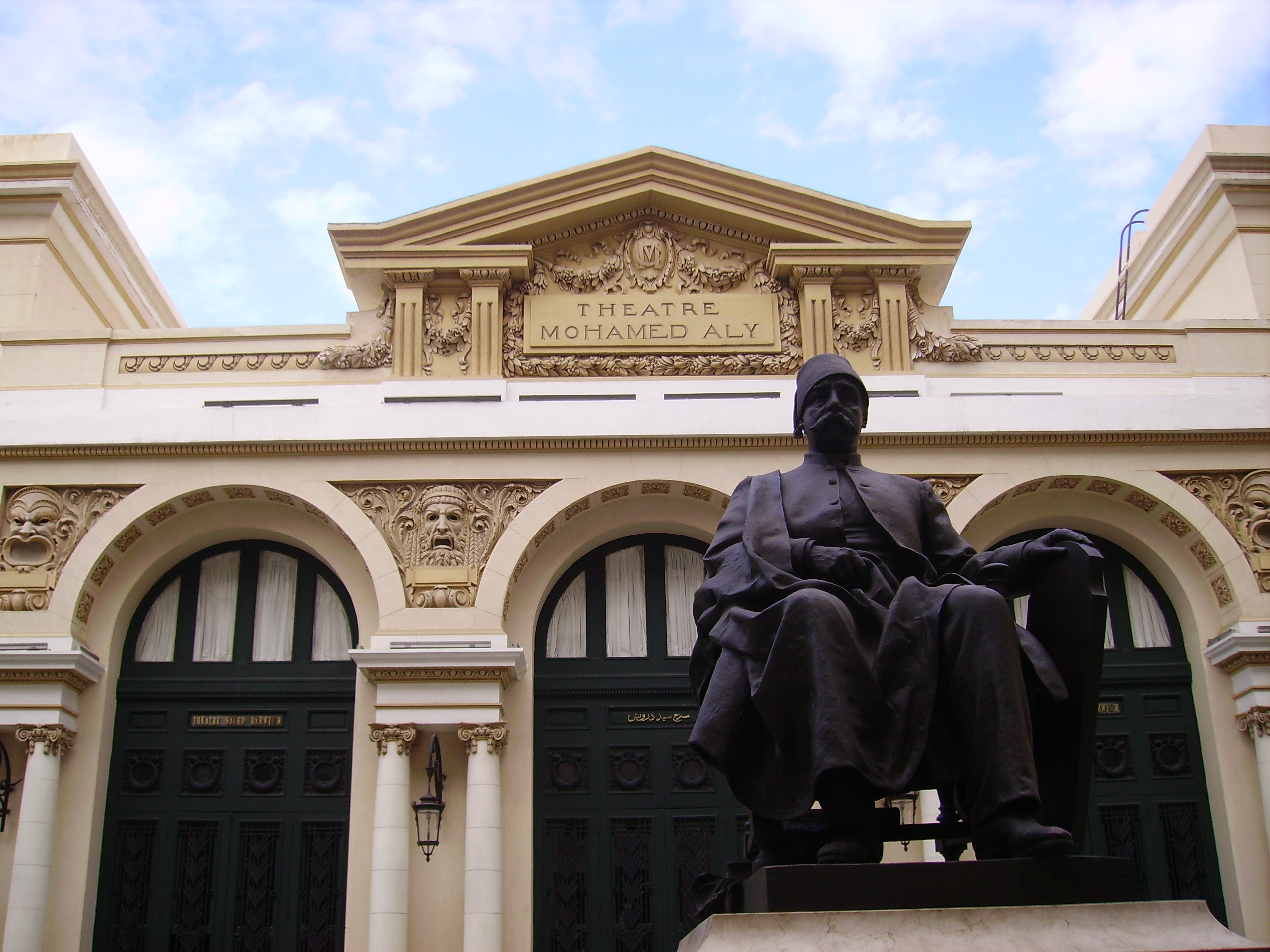
Il Teatro d'Opera di Alessandria d'Egitto
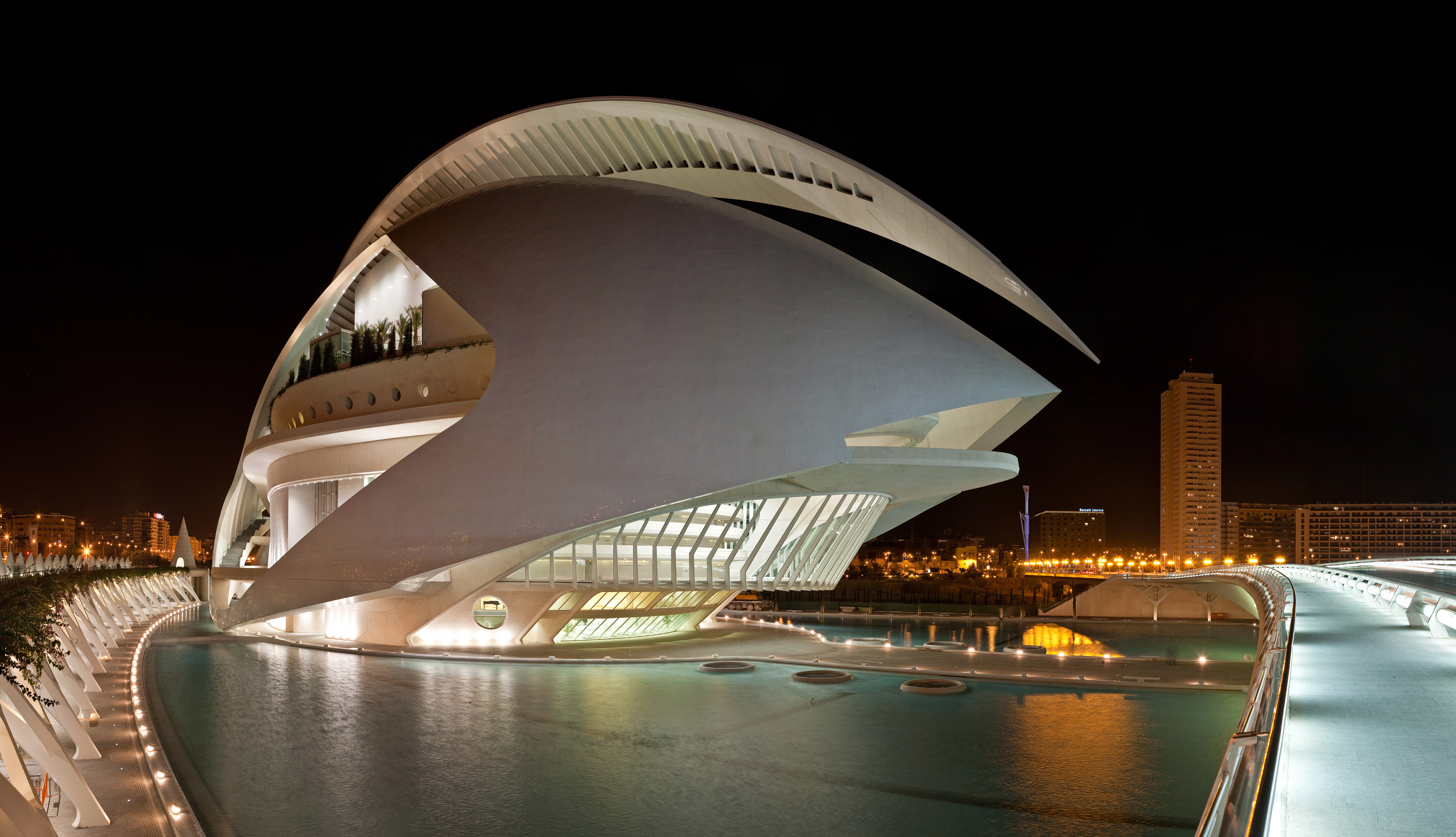
Palau de les Arts Reina Sofía a Valencia, in Spagna
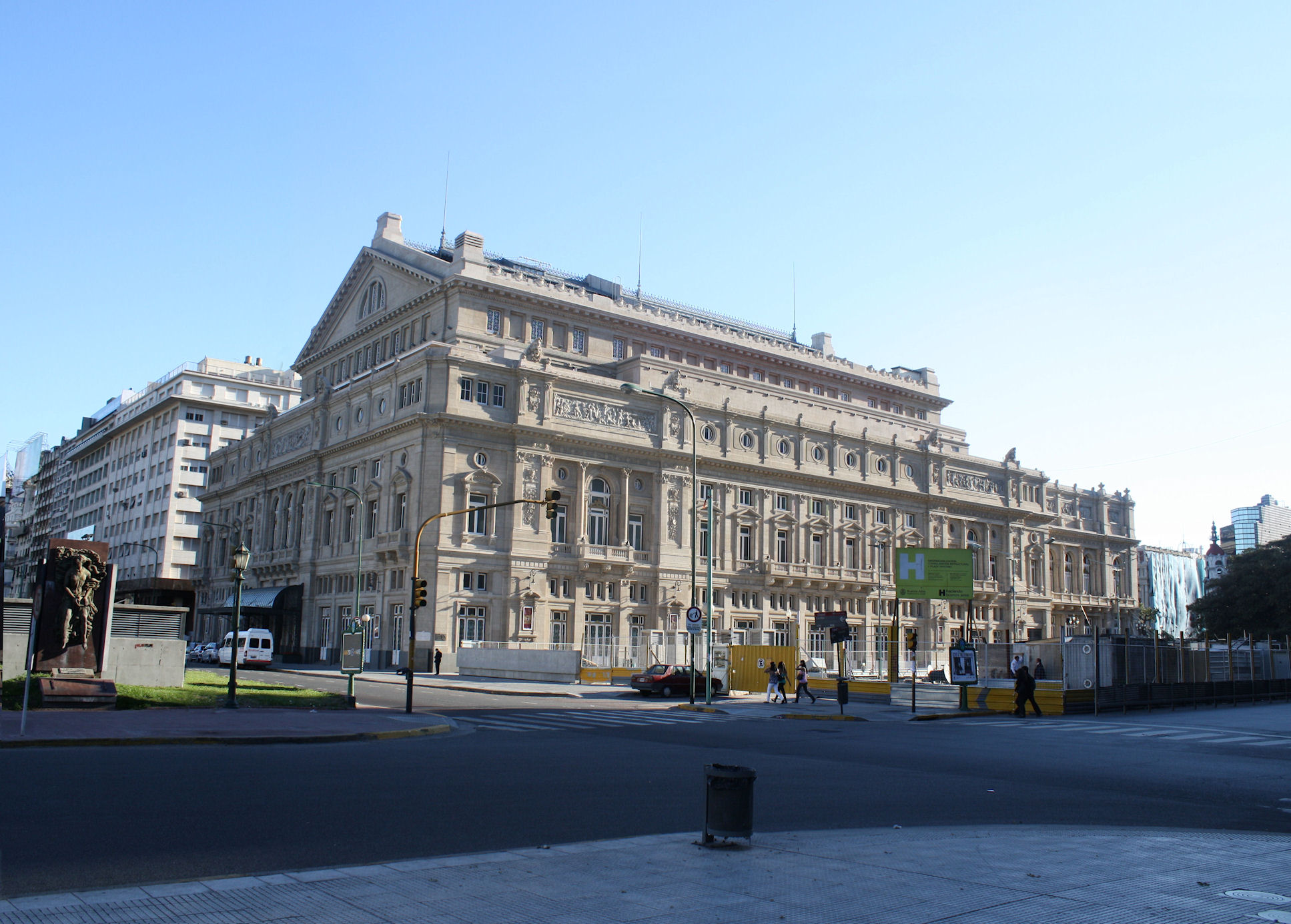
Teatro Colón a Buenos Aires, in Argentina
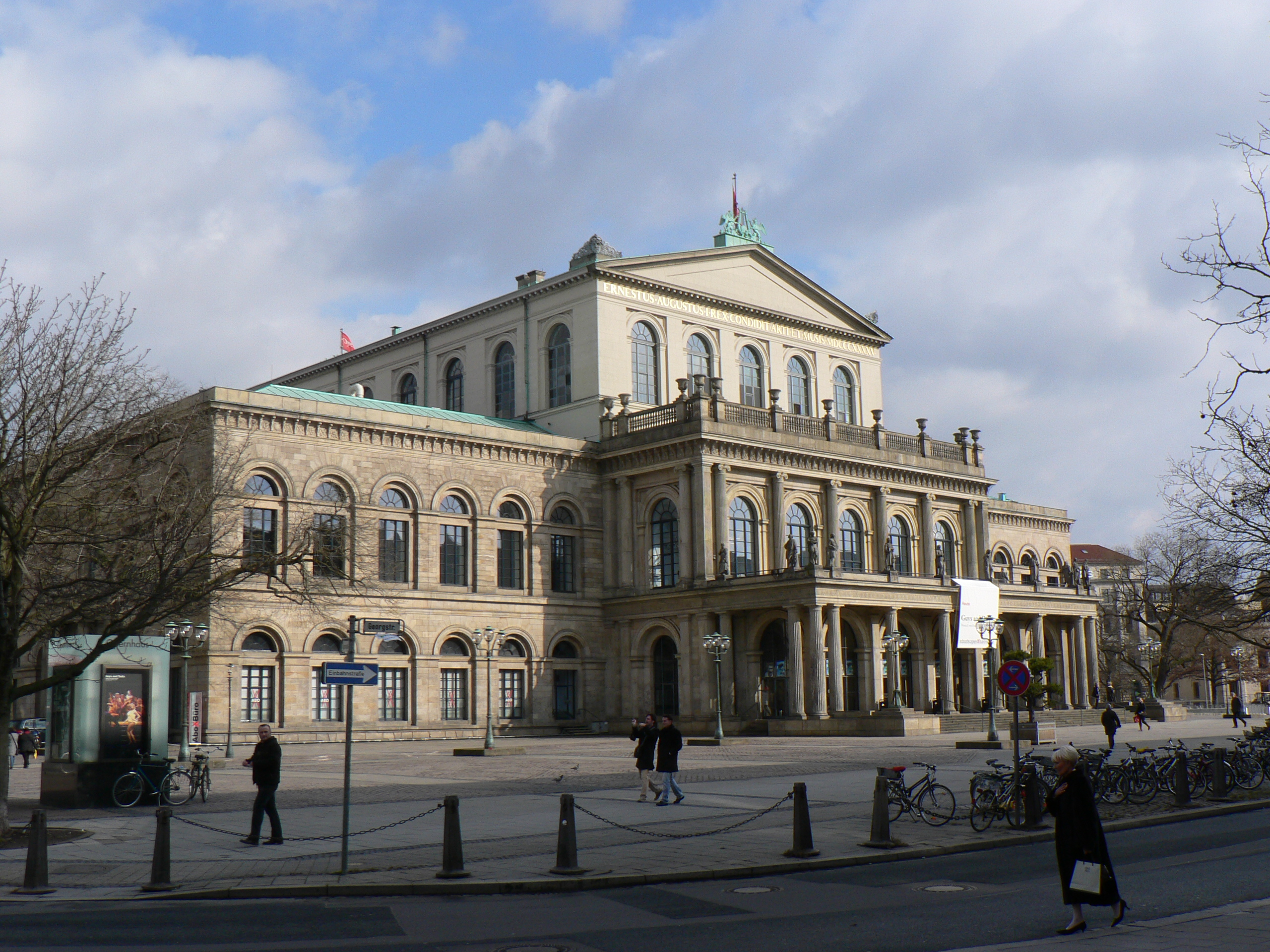
L'Opera di Stato di Hannover, in Germania
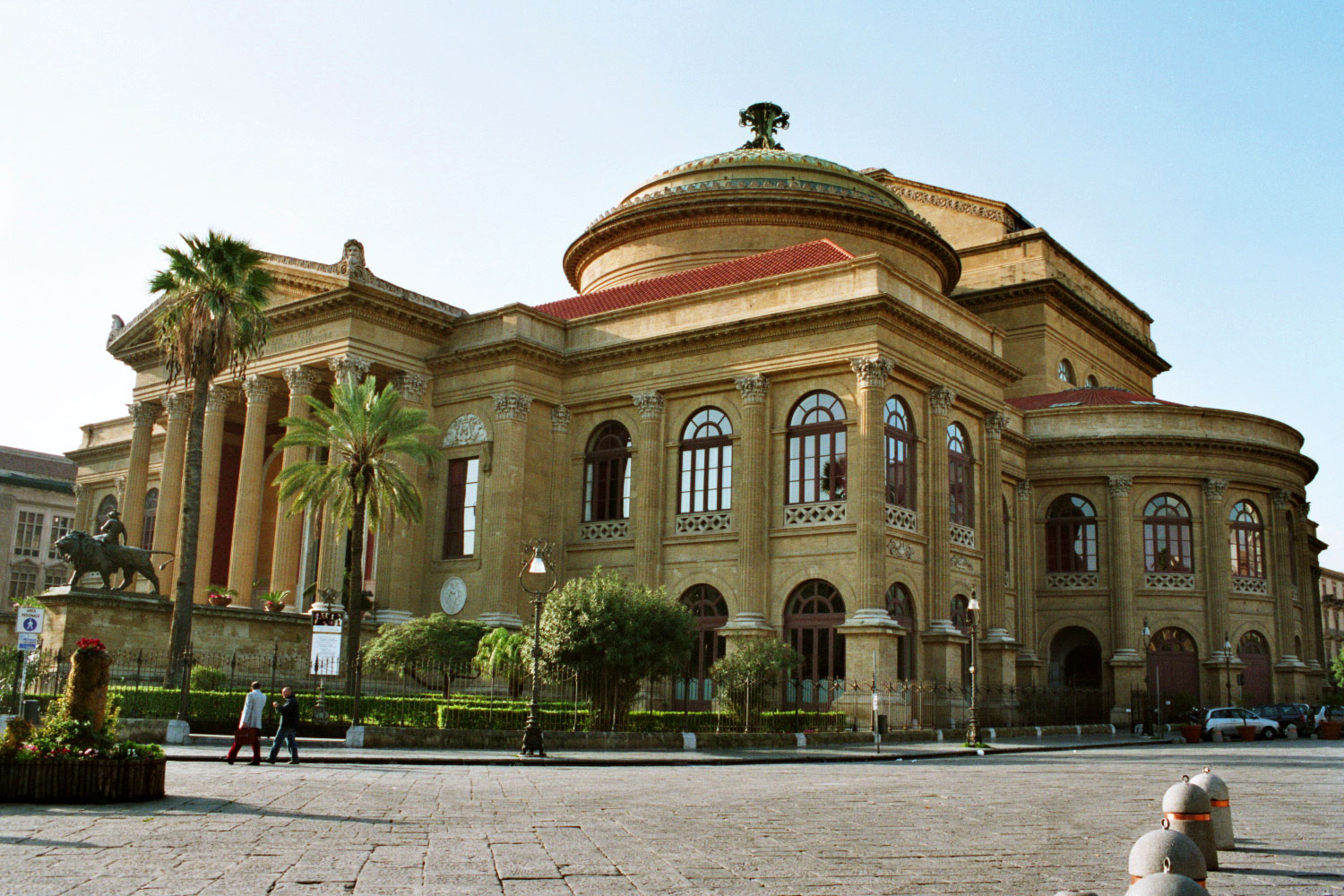
Teatro Massimo di Palermo, è il più grande teatro d'opera d'Italia
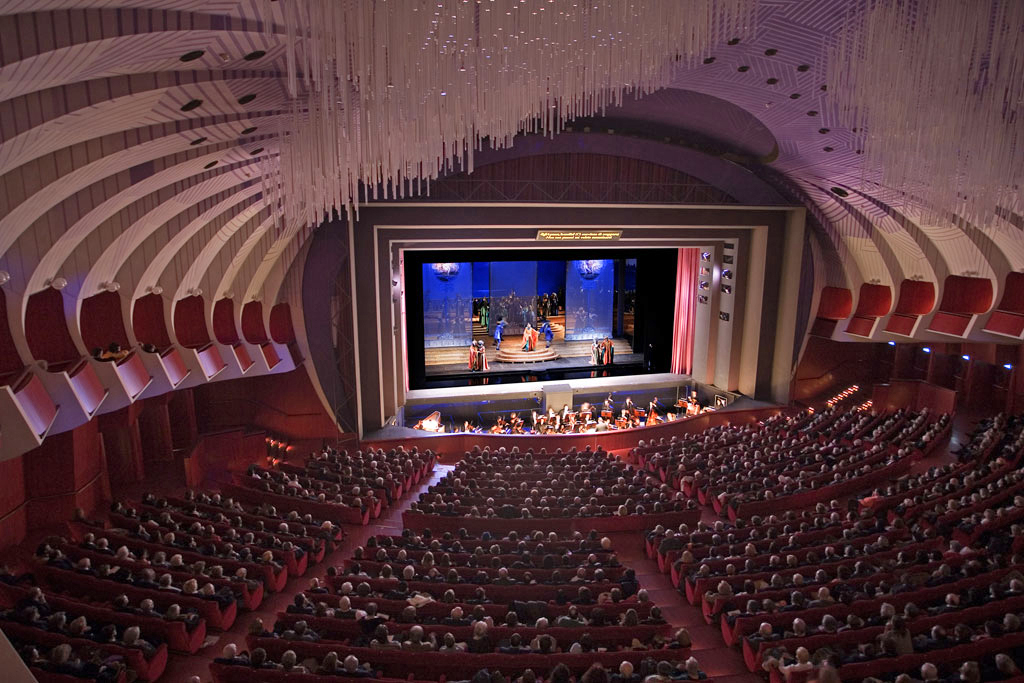
Il Teatro Regio di Torino, Italia. Parte del sito UNESCO Residenze Sabaude, Patrimonio mondiale dell'umanità dal 1997.
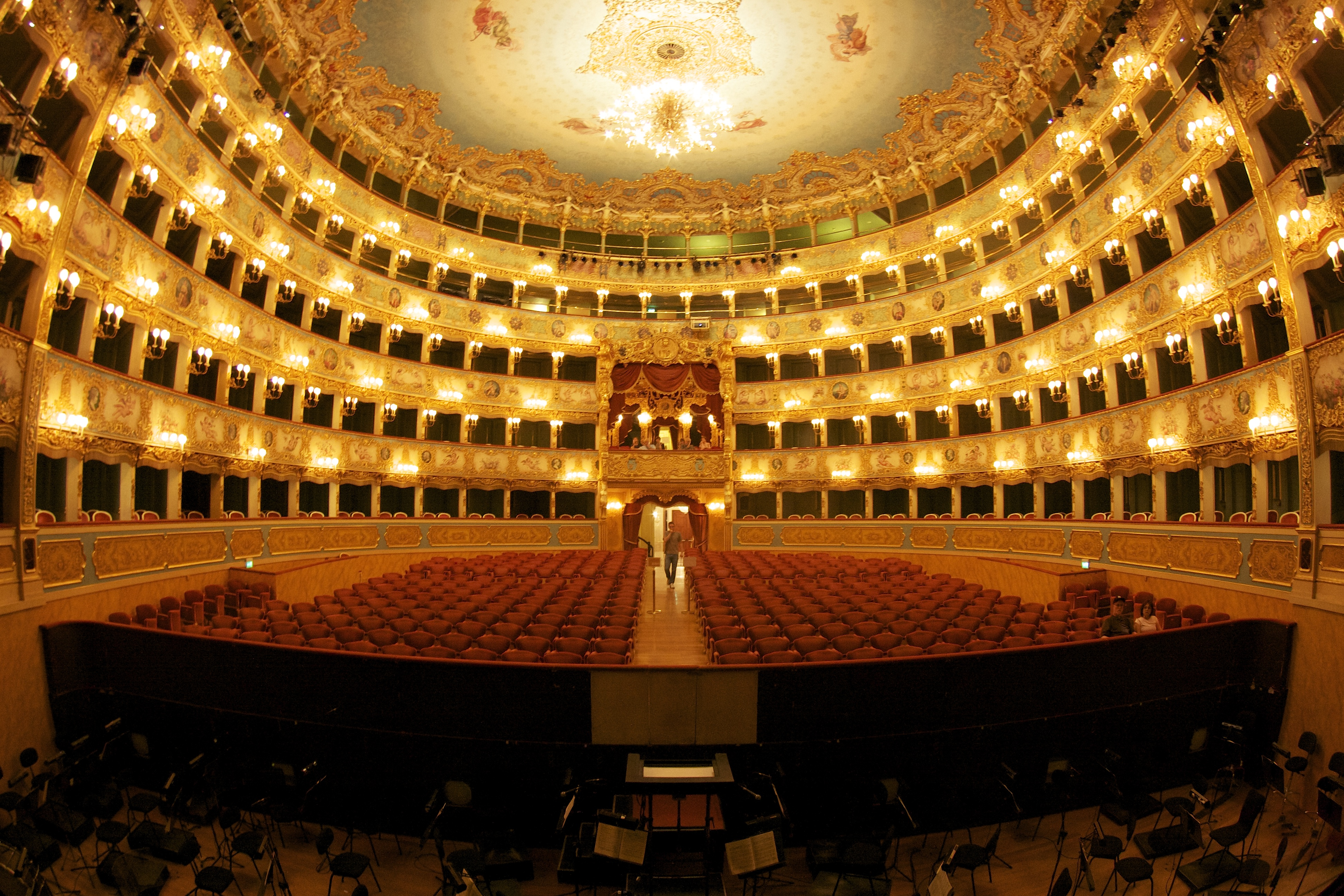
Il Gran Teatro La Fenice di Venezia
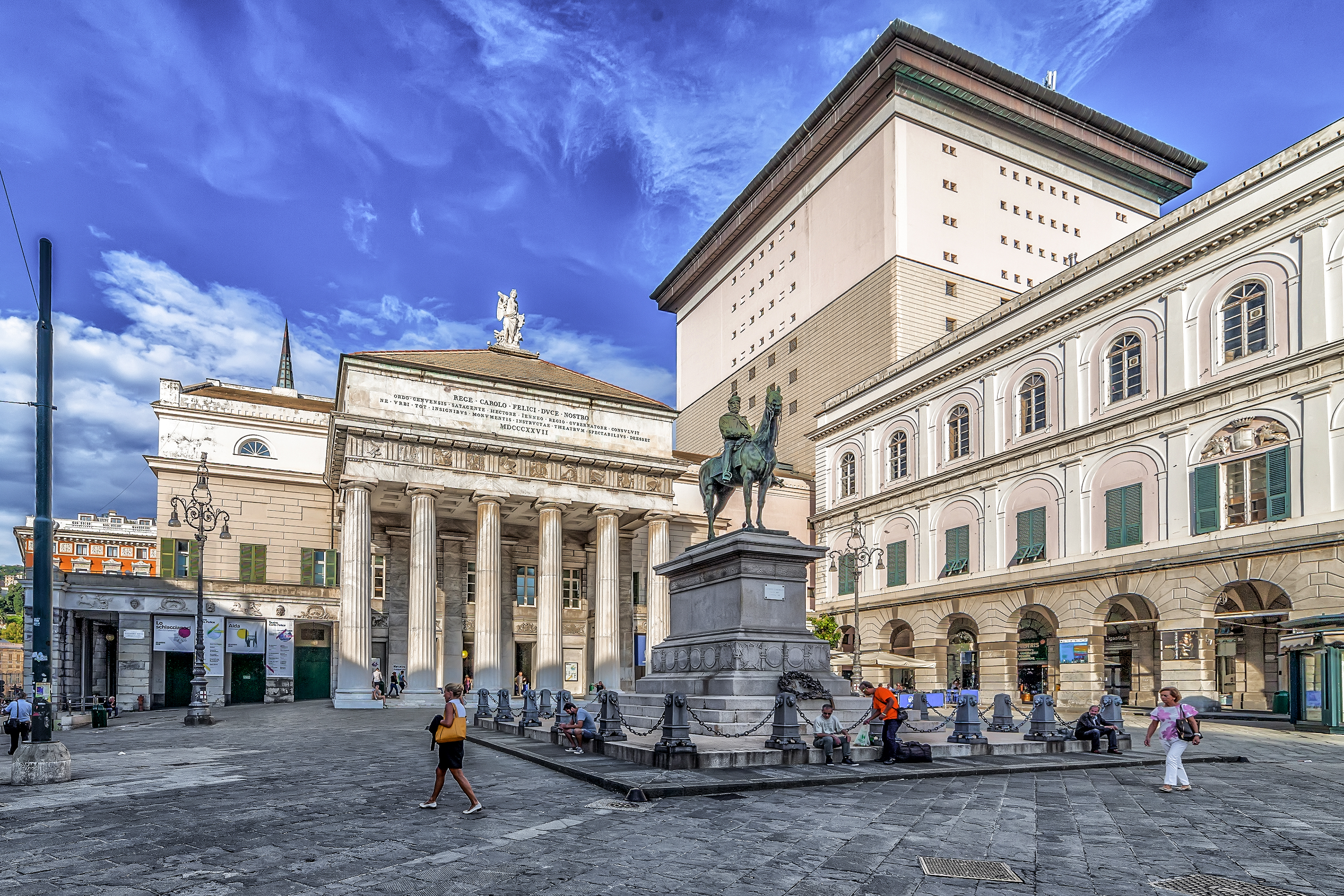
Il Teatro Carlo Felice di Genova
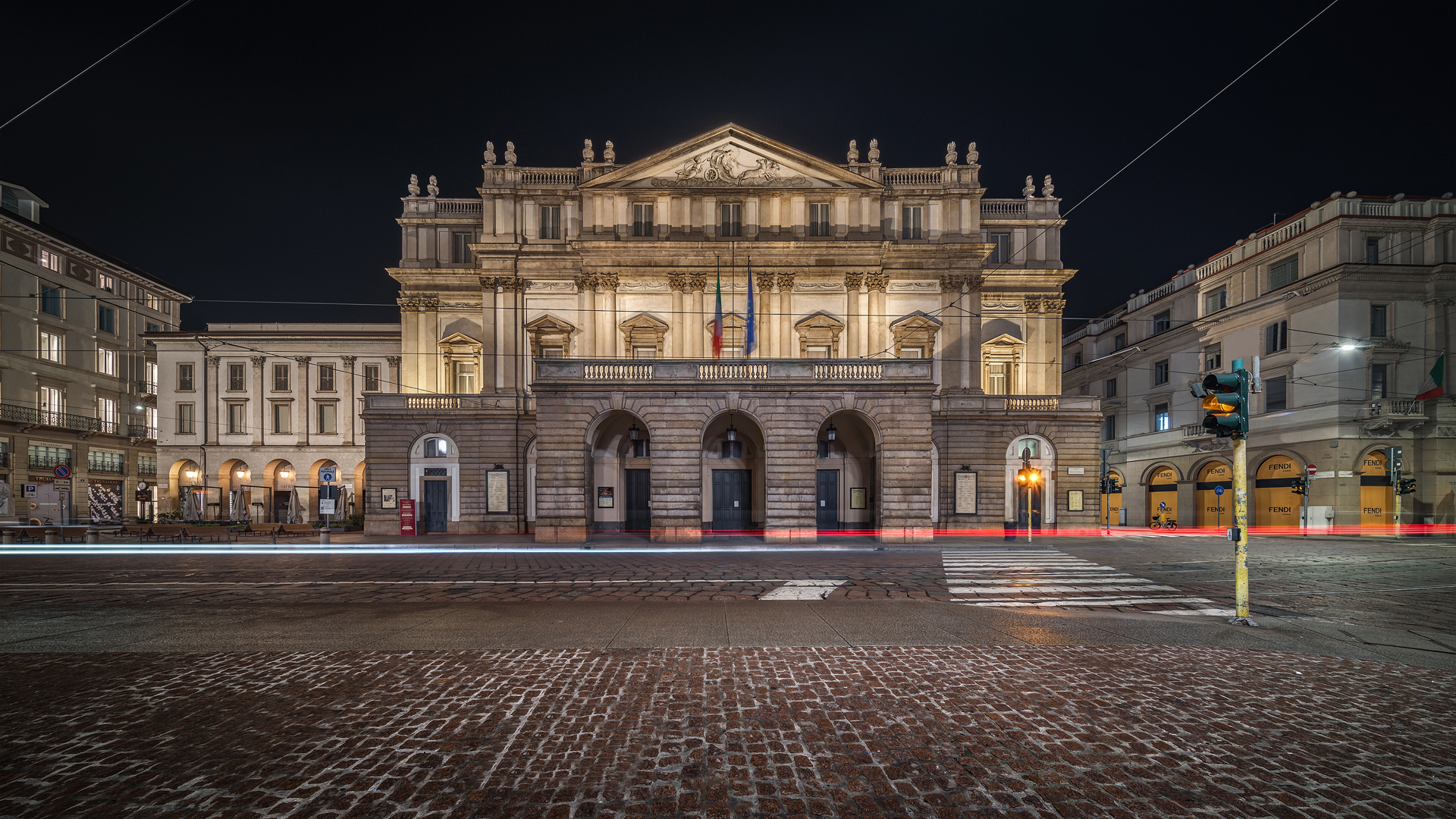
Il Teatro alla Scala di Milano
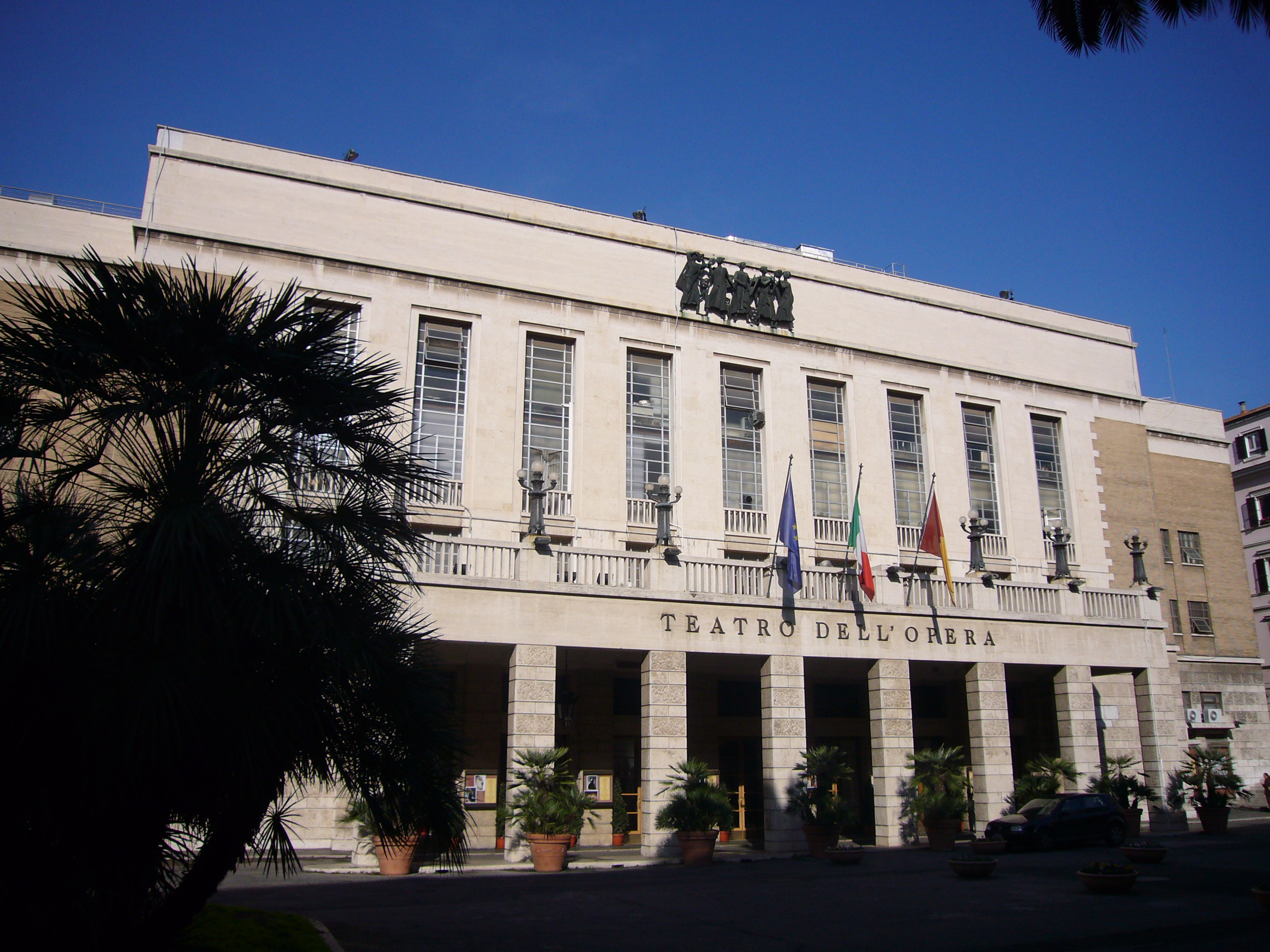
Il Teatro dell'Opera di Roma
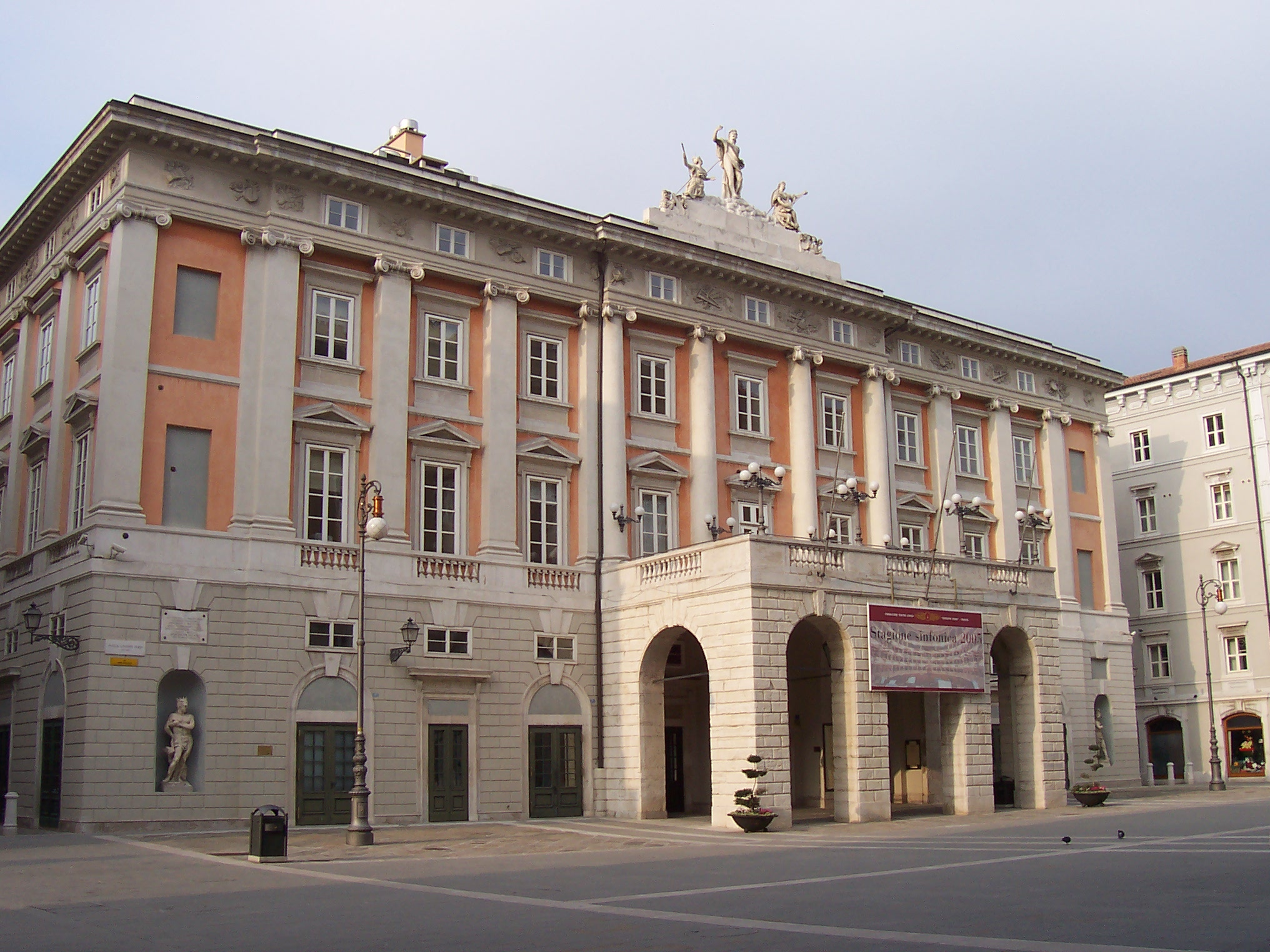
Il Teatro Lirico Giuseppe Verdi di Trieste
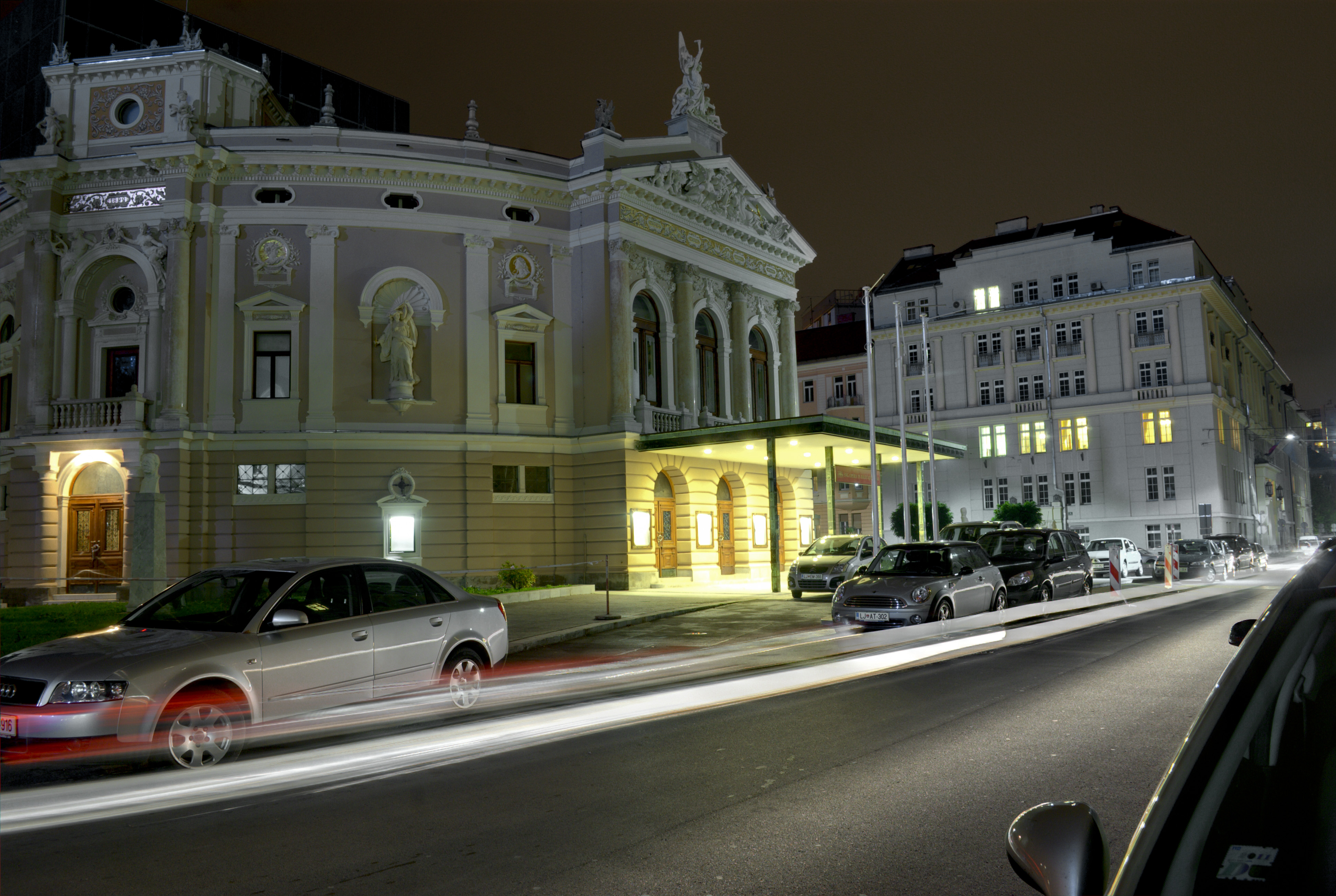
Il Teatro d'Opera di Lubiana, in Slovenia
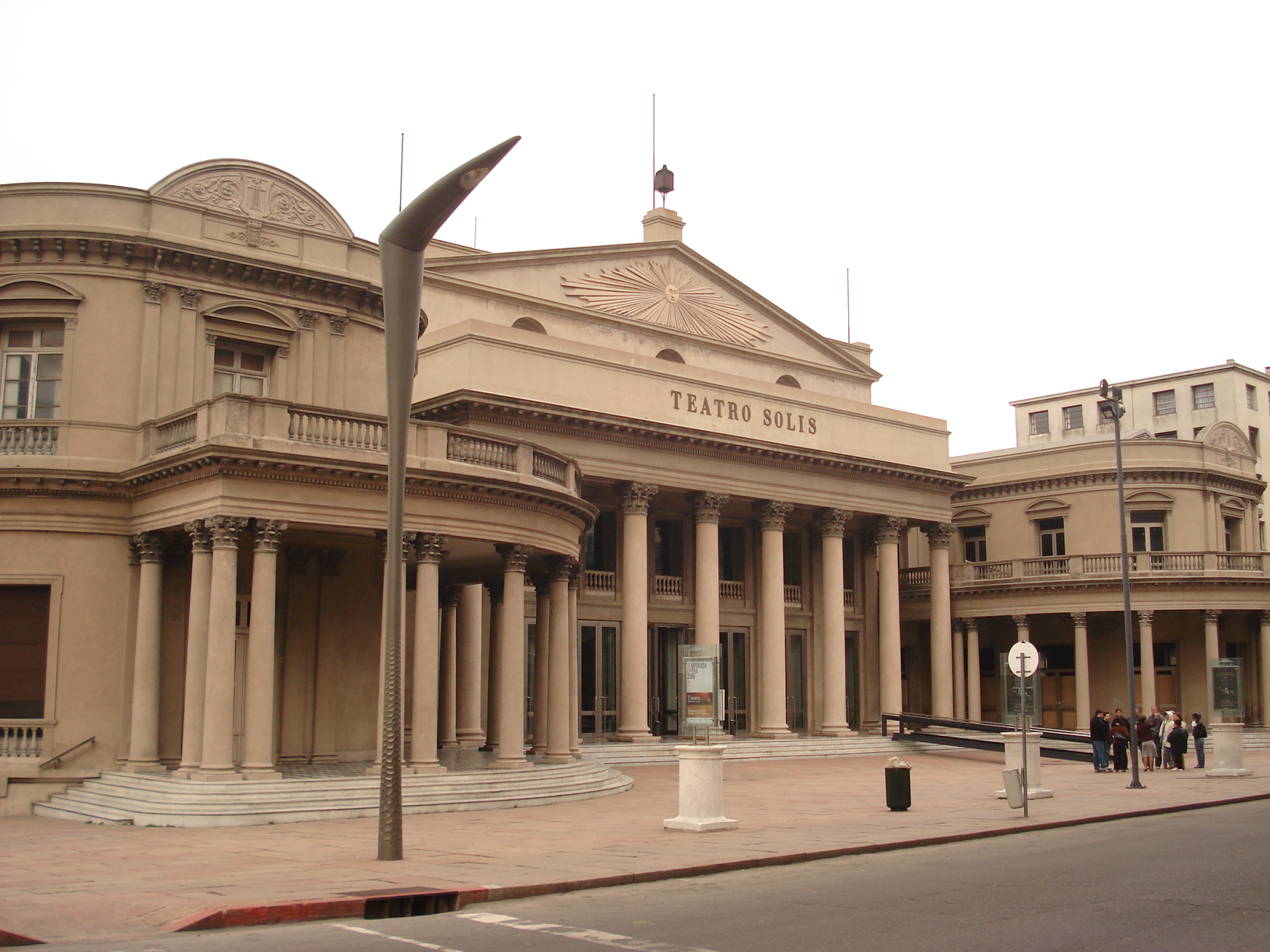
Teatro Solís di Montevideo, in Uruguay
Theatro Municipal di San Paolo, in Brasile
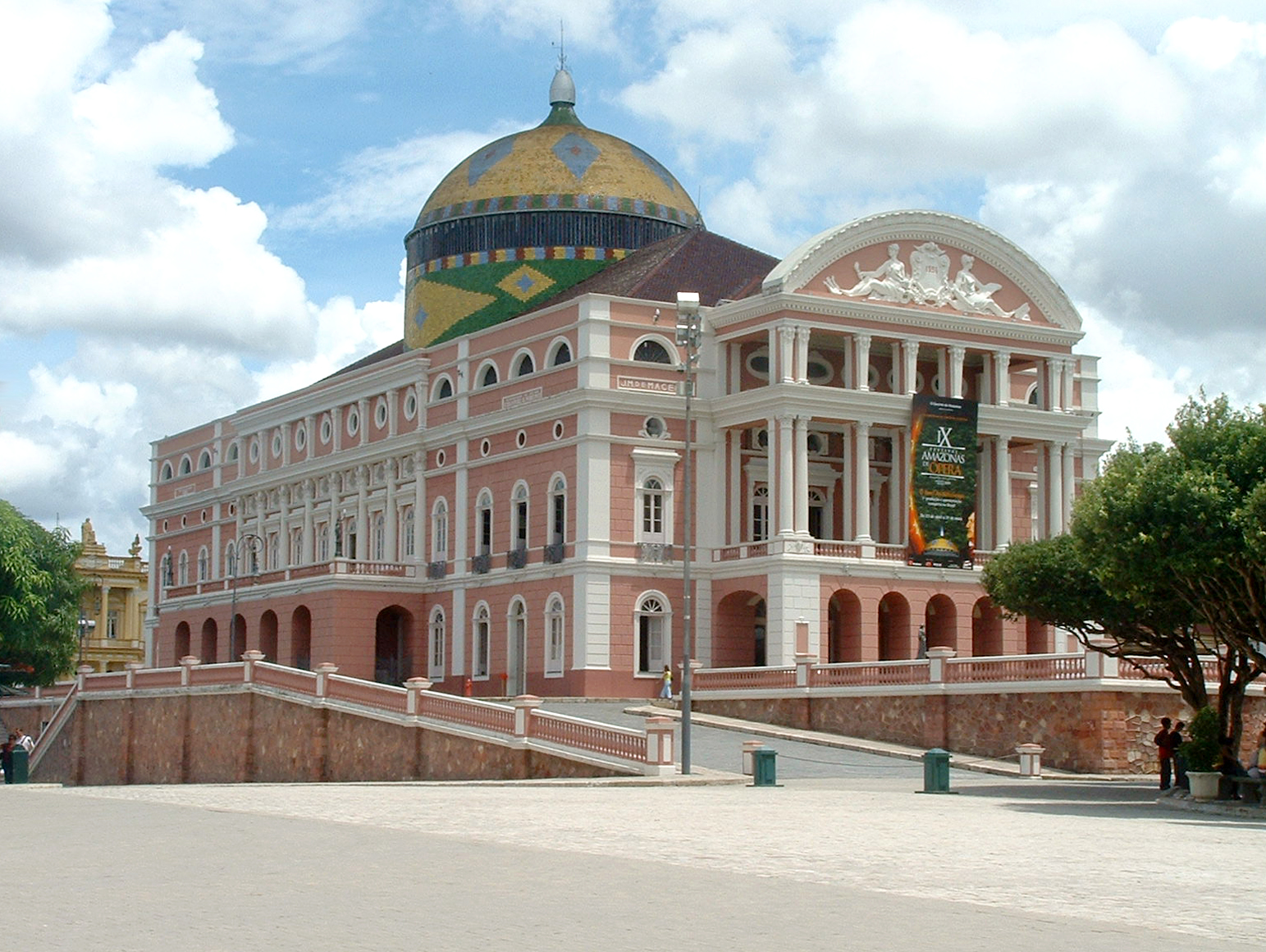
Teatro Amazonas di Manaus, in Brasile
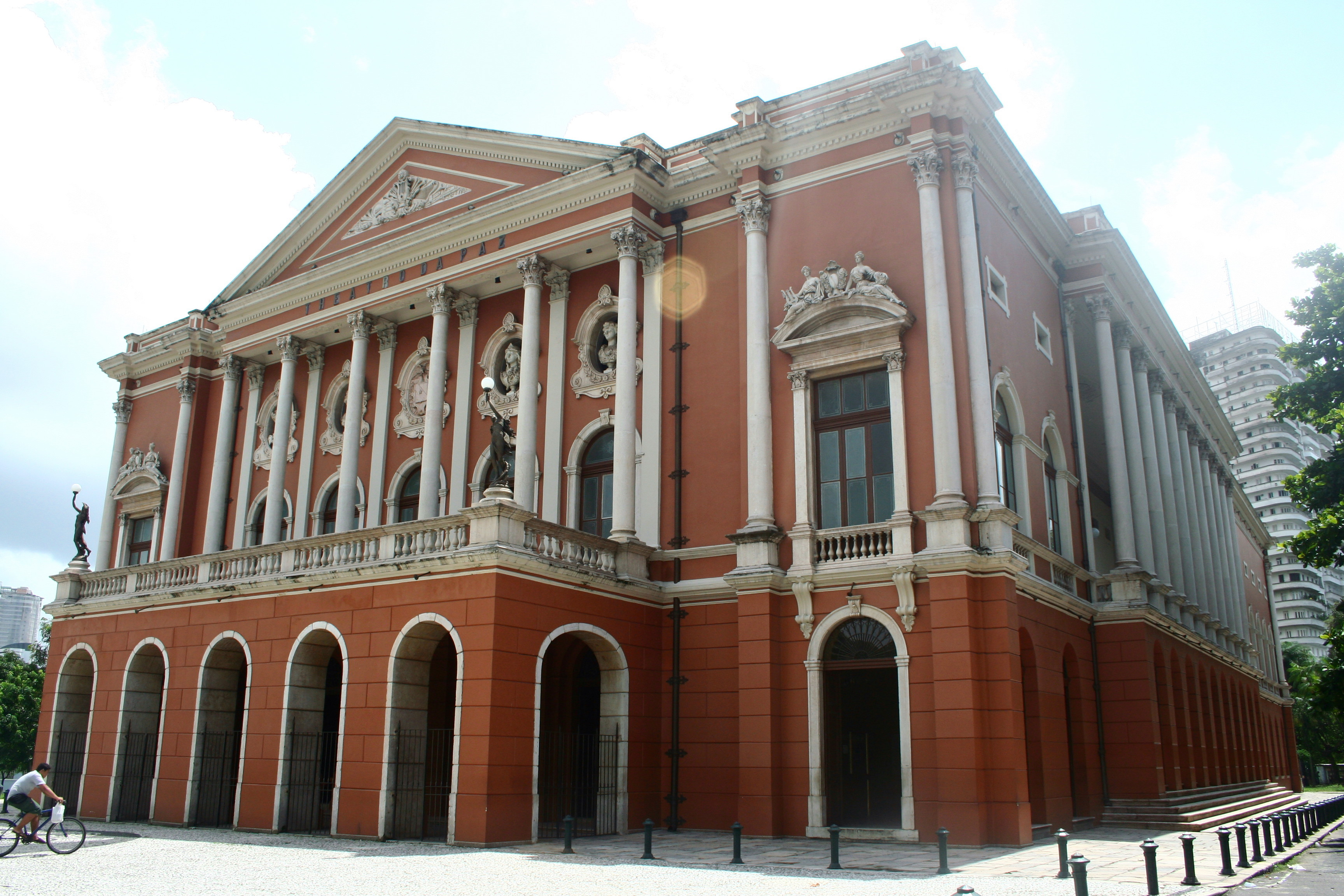
Theatro da Paz, Belém, in Brasile
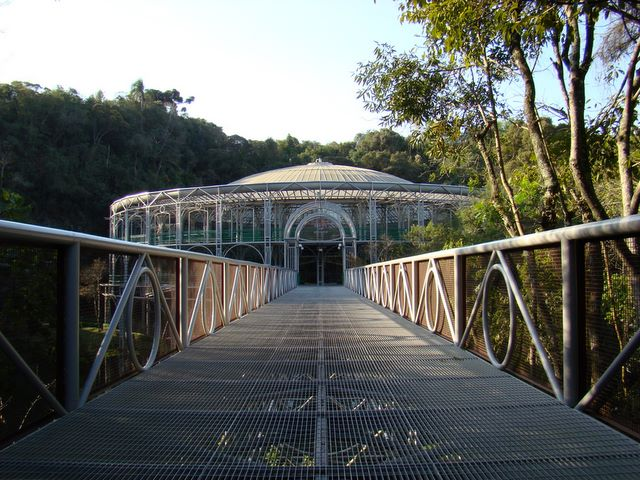
Ópera de Arame, Curitiba, in Brasile
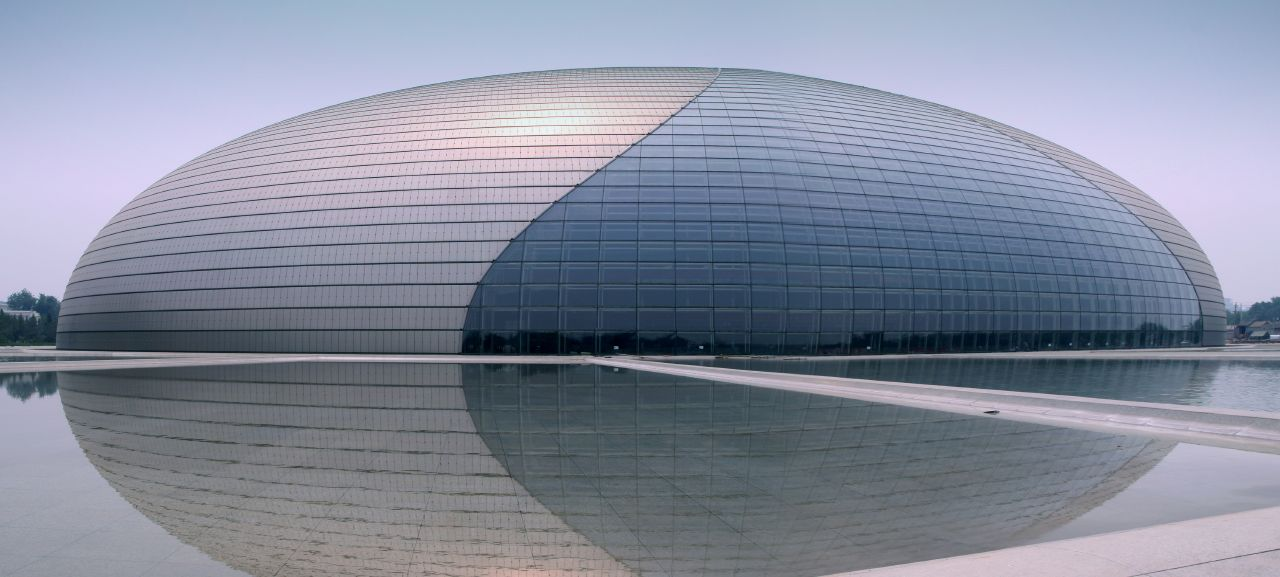
Centro Nazionale per le Arti dello Spettacolo a Pechino, in Cina
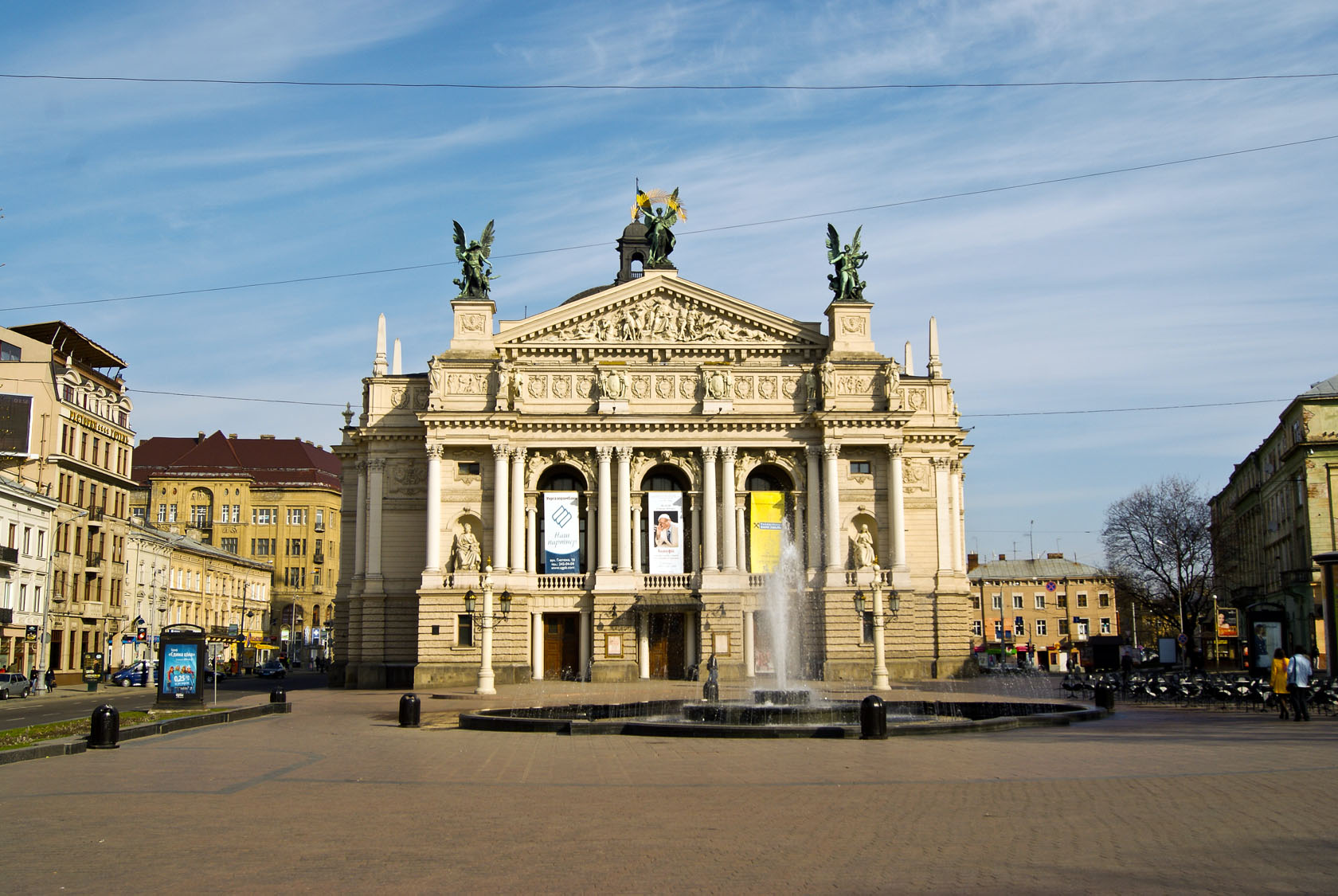
Il Teatro d'opera e balletto di Leopoli, in Ucraina